# Macedonia (regione storica)
La Macedonia è una regione storica e geografica della penisola balcanica situata nell'Europa sud-orientale. I suoi confini sono mutati in modo considerevole nel corso del tempo e la regione è venuta a far parte di sei paesi balcanici:
- Grecia
- Macedonia del Nord
- Bulgaria
- Albania
- Serbia
- Kosovo

Copre approssimativamente un'area di 67000 km² inglobando una popolazione di 5,1 milioni di abitanti.
La Macedonia ha avuto una storia lunga e diversificata. I suoi più arcaici insediamenti risalgono all'incirca al 9000 a.C., diventando nel mondo antico una regione molto potente.

## Confini e definizioni

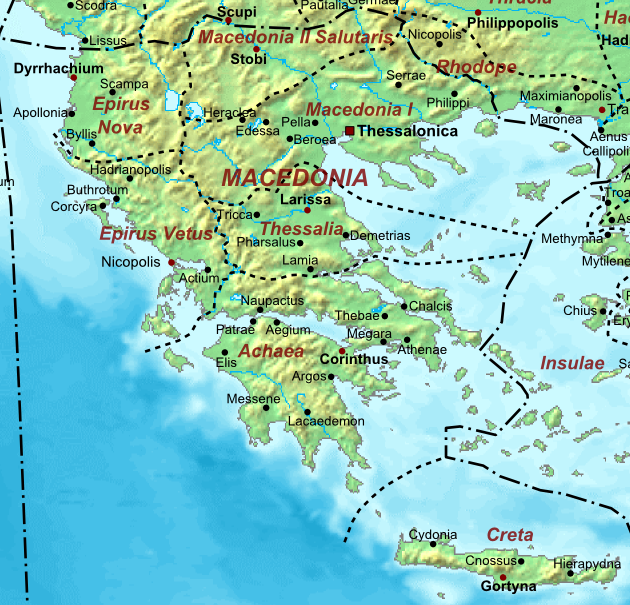
La diocesi romana di Macedonia, 400 ca.

I themata erano unità amministrative dell'impero medievale bizantino. Qui il thema Macedonia nel 1045 d.C. si trova nella Bulgaria, mentre il thema Bulgaria include all'inizio del ventunesimo secolo la Bulgaria occidentale, Macedonia del Nord e parti della Serbia.

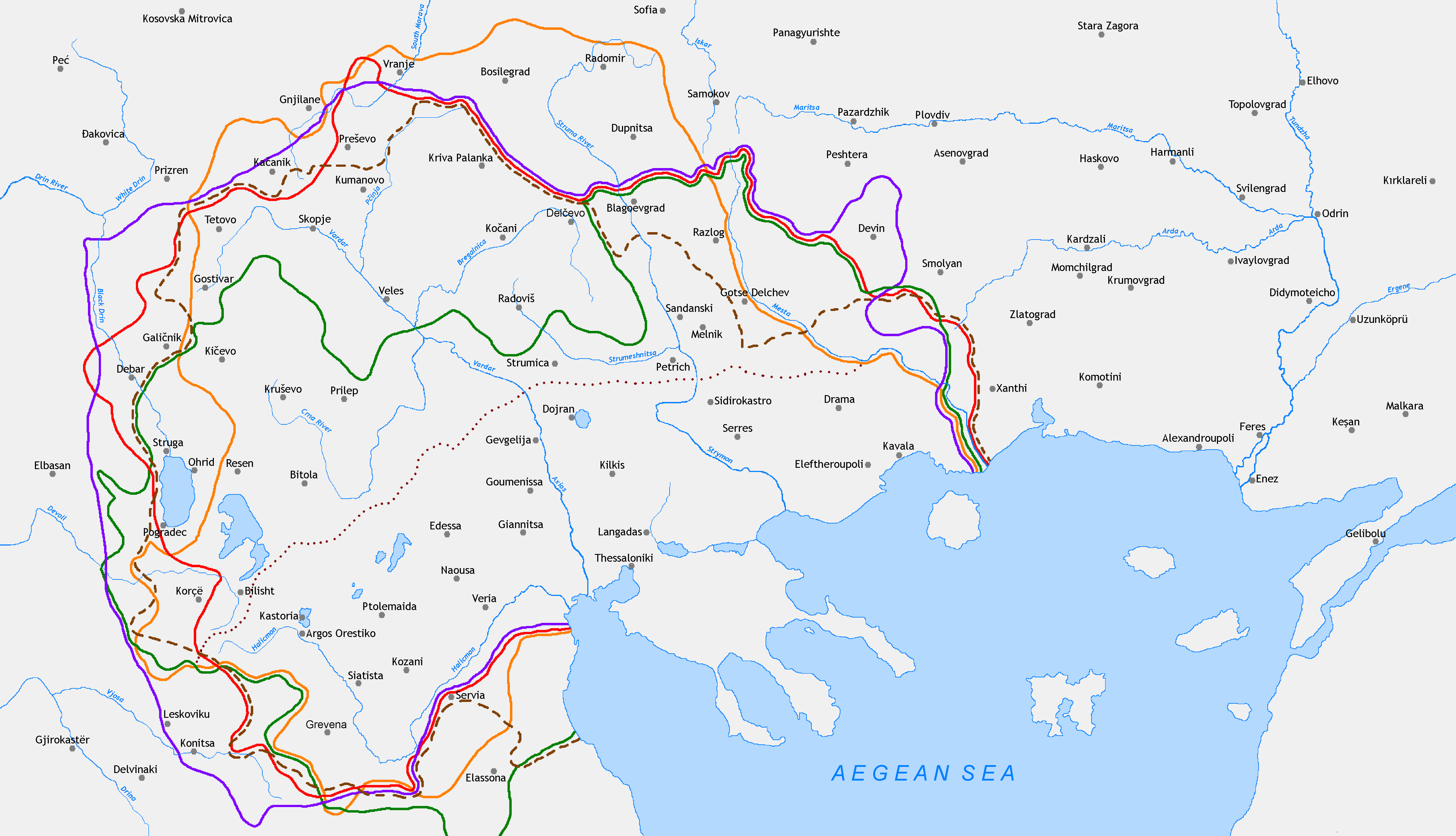
I confini della Macedonia secondo diversi autori (1843–1927)

Le definizioni contemporanee di Macedonia potrebbero essere considerate dubbie.  Infatti, i suoi limiti sono stati spostati diverse volte nel corso della storia.
Oggi la Macedonia intesa come regione storica è suddivisa principalmente tra Grecia, Macedonia del Nord e Bulgaria con porzioni minori incluse in Albania, in Kosovo e in Serbia.
Il regno di Macedonia, a cui la regione odierna deve il suo nome, era situato quasi interamente dentro i confini greci, comprendendo una piccolissima parte di ciò che oggi è la regione.
La provincia romana di Macedonia era costituita da ciò che è la Grecia settentrionale e centrale, l'area geografica della Macedonia del Nord e Albania sud-orientale, coprendo un'area più grande dell'antica Macedonia. Nel tardo periodo romano i confini provinciali vennero riorganizzati per formare la Diocesi di Macedonia, costituita dalla maggior parte della Grecia continentale più Creta, l'Albania meridionale e parte della Bulgaria e della Macedonia del Nord.
Nell'impero bizantino una provincia sotto il nome di Macedonia venne ricavata dall'originale thema della Tracia, che si trovava ad est del fiume Strimone.  Questo thema comprendeva varie parti della Rumelia orientale e della Tracia occidentale e dava il suo nome alla dinastia macedone. Perciò, i documenti bizantini di quest'epoca, che menzionano la Macedonia, sono più probabilmente riferiti al thema macedone. La regione di Macedonia, che fu governata dal primo impero bulgaro per tutto il IX e il X secolo, venne incorporata dentro l'impero bizantino nel 1018 come thema di Bulgaria.
Con la graduale conquista dell'Europa sud-orientale da parte degli ottomani, nel tardo secolo XIV, il nome di Macedonia scomparve come designazione amministrativa per diversi secoli e venne raramente mostrato sulle mappe.  Il nome fu di nuovo usato per significare una distinta regione geografica. Nel tardo XIX secolo,  sviluppa approssimativamente gli stessi confini disegnati in seguito dai cartografi europei del XX secolo. 

## Demografia
Durante il periodo medievale e moderno la Macedonia era conosciuta come una regione balcanica abitata da etnie greche, albanesi, valacche, serbe, bulgare, ebraiche e turche. Oggi, essendo una regione di frontiera, dove moltissime differenti culture si incontrano, la Macedonia ha un profilo demografico estremamente complesso e diversificato.

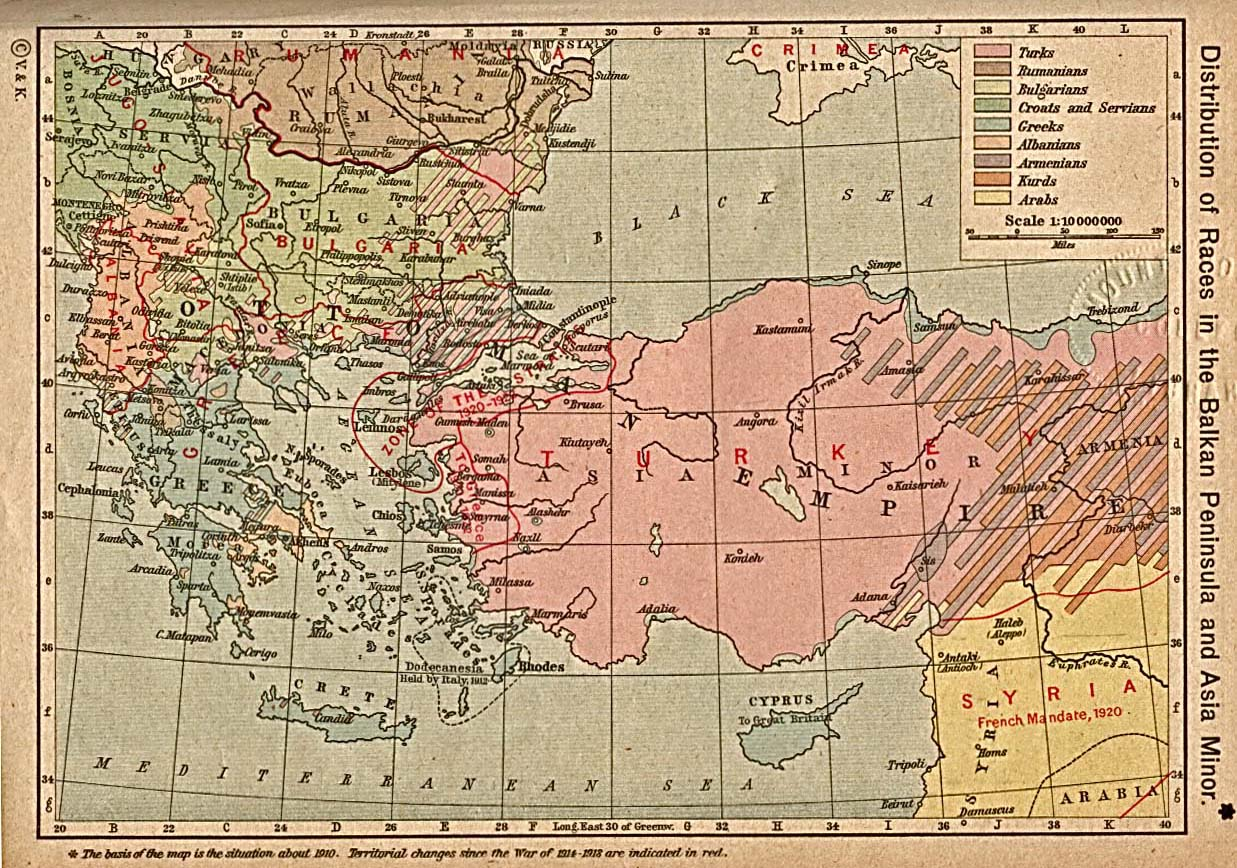
Distribuzione delle etnie nella penisola balcanica e nell'Asia Minore nel 1910, Atlante storico di William R. Shepherd, New York

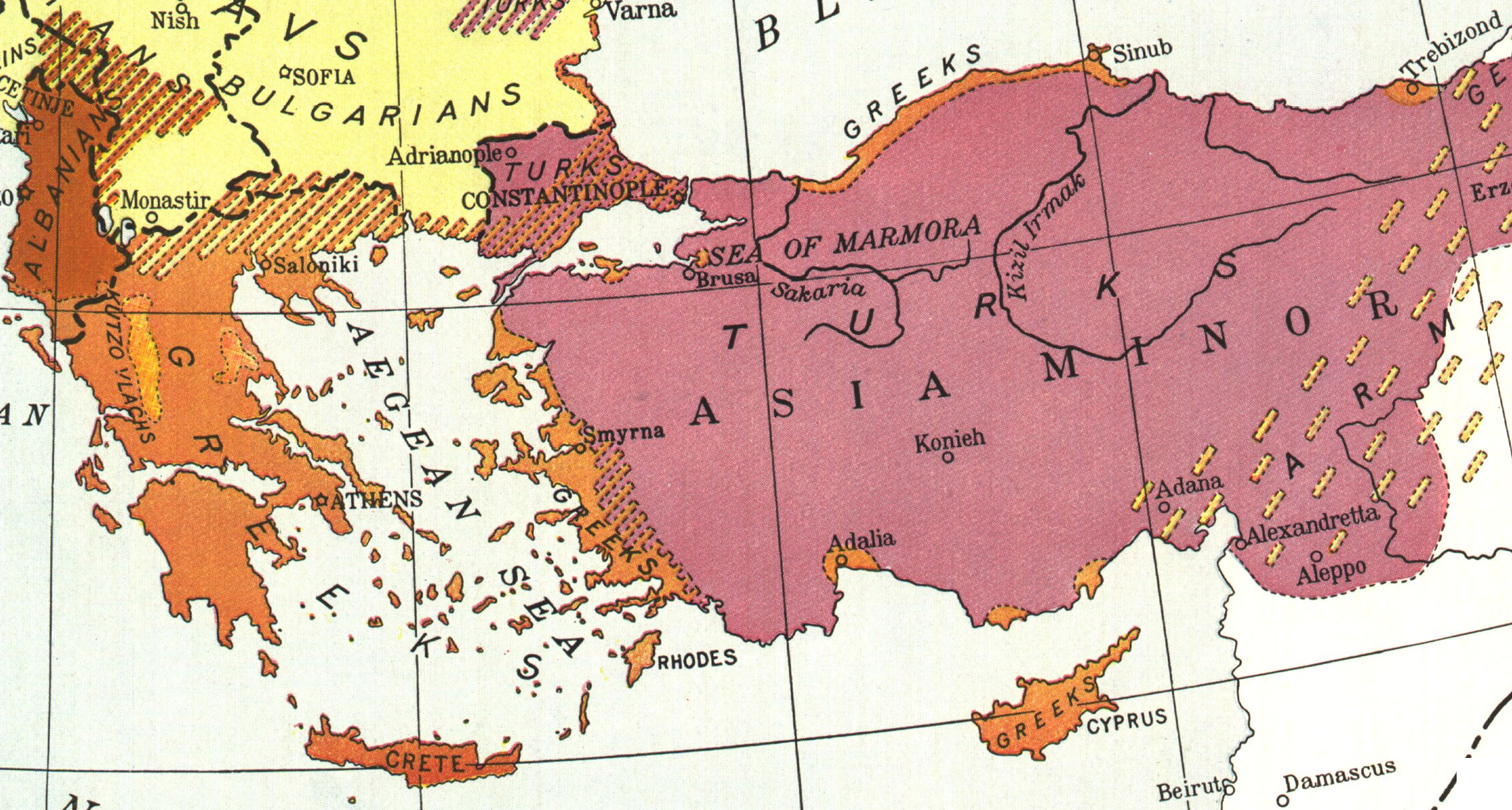
Distribuzione delle etnie nella penisola balcanica e nell'Asia Minore nel 1918, Geografica Nazionale

- I  macedoni, sono macedoni etnici che diversificati dai greci, identificano regionalmente se stessi come "macedoni" (in greco: Μακεδόνες, Makedónes), dalla maggioranza della popolazione della regione (~51%). Il loro numero è approssimativamente 2 500 000 e vivono quasi interamente nella regione di Macedonia. In Grecia la popolazione macedone è costituita sia dalle popolazioni greche locali che dai discendenti dei rifugiati greci provenienti dall'Asia Minore, dalla Tracia orientale e dal Ponto arrivati in seguito alla Catastrofe dell'Asia Minore nel 1922. Con lo scambio di popolazioni tra Grecia e Turchia, ufficializzato con il Trattato di Losanna del 1923, oltre 1,2 milioni di profughi vennero a stabilirsi in Grecia, 638 000 dei quali in Macedonia.[2]. Minoranze inferiori macedoni esistono in Bulgaria e nella Repubblica di Macedonia, sebbene il loro numero sia difficile da accertare. Nei risultati del censimento ufficiale soltanto 86 persone si dichiaravano greci nella Macedonia bulgara (distretto di Blagoevgrad) nel 2001, su un totale di 3 408 in tutta la Bulgaria, mentre 442 si definivano greci, nel censimento del 2002 fatto nella Repubblica di Macedonia.
- Macedoni etnici, identificando sé stessi come "macedoni" (macedoni: Македонци, Makedonzi) in un senso etnico e non solo regionale, sono il secondo gruppo etnico più grande nella regione. A causa della loro origine principalmente slava, essi sono noti come "slavi macedoni". Formano la maggioranza della popolazione nella Repubblica di Macedonia dove secondo il censimento del 2002, 1 300 000 persone approssimativamente si dichiaravano macedoni. Secondo l'ultimo censimento bulgaro fatto nel 2001, ci sono 3 117 individui che si dichiarano di etnia macedone nel distretto di Blagoevgrad della Bulgaria (Macedonia di Pirin). Il numero ufficiale di macedoni etnici in Bulgaria è di 5 071. Un numero relativamente più piccolo di macedoni etnici esiste tra i macedoni greci di lingua slava di difficile quantificazione. Non c'è stato un censimento in Grecia sulla questione della madrelingua fino al 1951, quando si registrarono 41 017 parlanti slavi massimamente nella periferia della Macedonia Occidentale della Grecia. Nella classificazione linguistica i dialetti slavi parlati da queste persone possono essere bulgari o macedoni, sebbene le persone stesse definiscono la loro lingua macedone . La maggior parte di loro si dichiarano di etnia greca (greci slavofoni), benché ci siano piccoli gruppi appartenenti ad un'etnia macedone.a commissione mondiale sui diritti umani in vari occasioni ha richiamato la Grecia, come anche la Bulgaria di riconoscere la minoranza macedone nei loro paesi. Entro oggi tale esito non è stato registrato.[3] e identità nazionale bulgara. Nel censimento del 1989, in Albania, approssimativamente 5 000 cittadini albanesi si dichiaravano macedoni
- I bulgari macedoni, bulgari etnici, che identificano regionalmente sé stessi come "macedoni" (bulgaro: Mакедонци, Makedonski), rappresentano la maggior parte della popolazione della Macedonia Bulgara (anche nota come "Macedonia di Pirin"). Il loro numero si aggira approssimativamente intorno a 370 000 nel distretto di Blagoevgrad dove sono principalmente situati. Ci sono piccoli gruppi identificati come bulgari in Albania, Grecia e Repubblica di Macedonia la cui dimensione è incerta. Nel censimento del 2002, nella Repubblica di Macedonia, 1 417 persone affermavano un'identità di etnia bulgara. L'ammissione della Bulgaria nell'Unione europea è evidentemente un potente fattore motivazionale. Per ottenerla essi devono compilare una dichiarazione comprovante la loro origine bulgara, non essendo riconosciuti infatti i loro diritti come minoranza[4][5][6][7][8].
- Gli albanesi sono una significativa porzione degli abitanti della regione: questa etnia costituisce la maggioranza in certe parti settentrionali e occidentali della Repubblica di Macedonia. Secondo l'ultimo censimento, tenuto nel 2002, il 25,2% della popolazione totale di questo stato è costituita da schipetari.
- In numero limitato, si trovano in Macedonia anche popoli turchi, bosniaci, rom, serbi, valacchi (aromani e megleno-rumeni), egiziani, armeni ed ebrei (sefarditi e romanioti).

### Religione
La maggior parte degli abitanti delle regioni sono cristiani Ortodossi, principalmente delle chiese ortodosse greca, bulgara, serba e chiesa ortodossa macedone. Inoltre vi è una minoranza notevole di musulmani, principalmente tra le popolazioni albanesi (anche se in parte sono Ortodossi) pomacche bulgare, torbeshi musulmani macedoni, bosniache e turche.

## Storia

### Neolitico inferiore
Mentre la Macedonia mostra tracce di abitazioni umane risalenti al paleolitico, l'insediamento più antico che si conosca risale a 9 000 anni fa.
Nea Nikomedeia è uno dei più antichi insediamenti conosciuti. Le case a Nea Nikomedeia erano costruite - allo stesso modo della maggior parte delle strutture in tutta la Grecia settentrionale neolitica - di canne e terra (a mo' di intonaco) su una struttura in legno. L'assemblaggio culturale comprende ceramica ben fatta, di forme semplici con sporadiche decorazioni colorate in bianco su fondo rosso, statuette femminili in argilla del tipo a "testa di bastone", provenienti dalla Tessaglia fino alla valle del Danubio, asce in pietra e azze, lame in selce e ornamenti in pietra inclusi dei particolari "tappi nasali" (nose plugs) di incerta funzione. La raccolta di oggetti associati differisce da una casa all'altra (nelle immediate vicinanze), suggerendo che qualche grado di specializzazione del lavoro fosse già stato stabilito dall'inizio della storia del sito. L'economia agricola era basata sulla coltivazione di cereali quali grano, orzo, leguminose e sull'allevamento di pecore e capre, con un po' di bestiame grosso e maiali. La caccia giocava un ruolo relativamente minore nell'economia. Questo antico insediamento neolitico fu occupato per oltre mille anni, sopravvivendo dal 7000 al 5500 a.C.

#### Neolitico medio
Il neolitico medio (5500-4500 a.C. circa) è attualmente meglio rappresentato nella valle dell'Aliacmone presso Servia in Grecia, nel territorio della Macedonia Occidentale, dove il tipico rosso su ceramica color crema nello stile di Sesklo enfatizza l'orientamento meridionale dell'insediamento. La ceramica di questo periodo è stata trovata in certi siti della Macedonia centrale ed orientale, per quanto nessuno è stato scavato in modo estensivo.

#### Neolitico superiore
Il neolitico superiore (4500-3500 a.C. circa) è ben rappresentato da entrambi i siti (scavati e non) di tutta la regione (sebbene si noterebbe che i livelli della Macedonia orientale di questo periodo siano ancora chiamati "medio neolitico" secondo la terminologia usata nei Balcani a cui fanno riferimento molti collegamenti culturali). Rapidi mutamenti negli stili della ceramica e la scoperta di suoi frammenti, che mostrano un commercio con regioni abbastanza distanti, indicano che società, economia e tecnologia stessero tutte cambiando rapidamente. Tra i più importanti di questi mutamenti ci sono l'inizio della lavorazione del rame, dimostrati in modo convincente da Renfrew per avere attinto ai gruppi culturali di Bulgaria e Romania al nord.
I principali insediamenti scavati di questo periodo comprendono Makryialos e Paliambela vicino alla riva occidentale del Golfo Termaico, Thermi a sud di Tessalonica e Sitagroi e Dikili Tas nella pianura di Drama. Alcuni di questi siti furono densamente occupati e formavano grandi tumuli (oggi noti agli abitanti locali della regione come toumbas).
Altri erano molto meno popolati e si estendevano per circa un chilometro (Makryialos). Entrambi i tipi si trovano allo stesso tempo negli stessi distretti e si presume che le differenze nell'organizzazione sociale vengano riflessi da queste differenze nell'organizzazione dell'insediamento. Alcune comunità erano chiaramente interessate a proteggersi con diversi tipi di opere di difesa: fossati a Makryialos e muri concentrici a Paliambela. Gli edifici meglio preservati vennero scoperti a Dikili Tas, dove le strutture in legno venivano organizzate in file, alcune decorate con teschi di toro attaccati all'esterno dei muri, e intonacati con argilla.
Un'attestazione importante per l'attività cultuale è stata trovata a Promachonas-Topolnica, situata fra il confine greco-bulgaro a nord di Serres. Qui una profonda fossa sembra essere stata ricoperta per farne una stanza sotterranea e in essa si trovarono strati successivi di detriti che comprendono un gran numero di statuette, teschi di toro e ceramica, anche con molte forme rare e inusuali.
L'economia agricola di questo periodo continuava le pratiche stabilite all'inizio del neolitico, sebbene pecore e capre siano meno dominanti tra gli animali rispetto a prima e la coltivazione della vite (Vitis vinifera) sia ben attestata.
Soltanto alcune sepolture sono state scoperte durante l'intero periodo neolitico nella Grecia settentrionale, potendosene comunque dedurre dei chiari modelli. Le offerte mortuarie, tuttavia, sembrano molto limitate.

### Antica Macedonia (dal 500 a.C. al 146 a.C.)

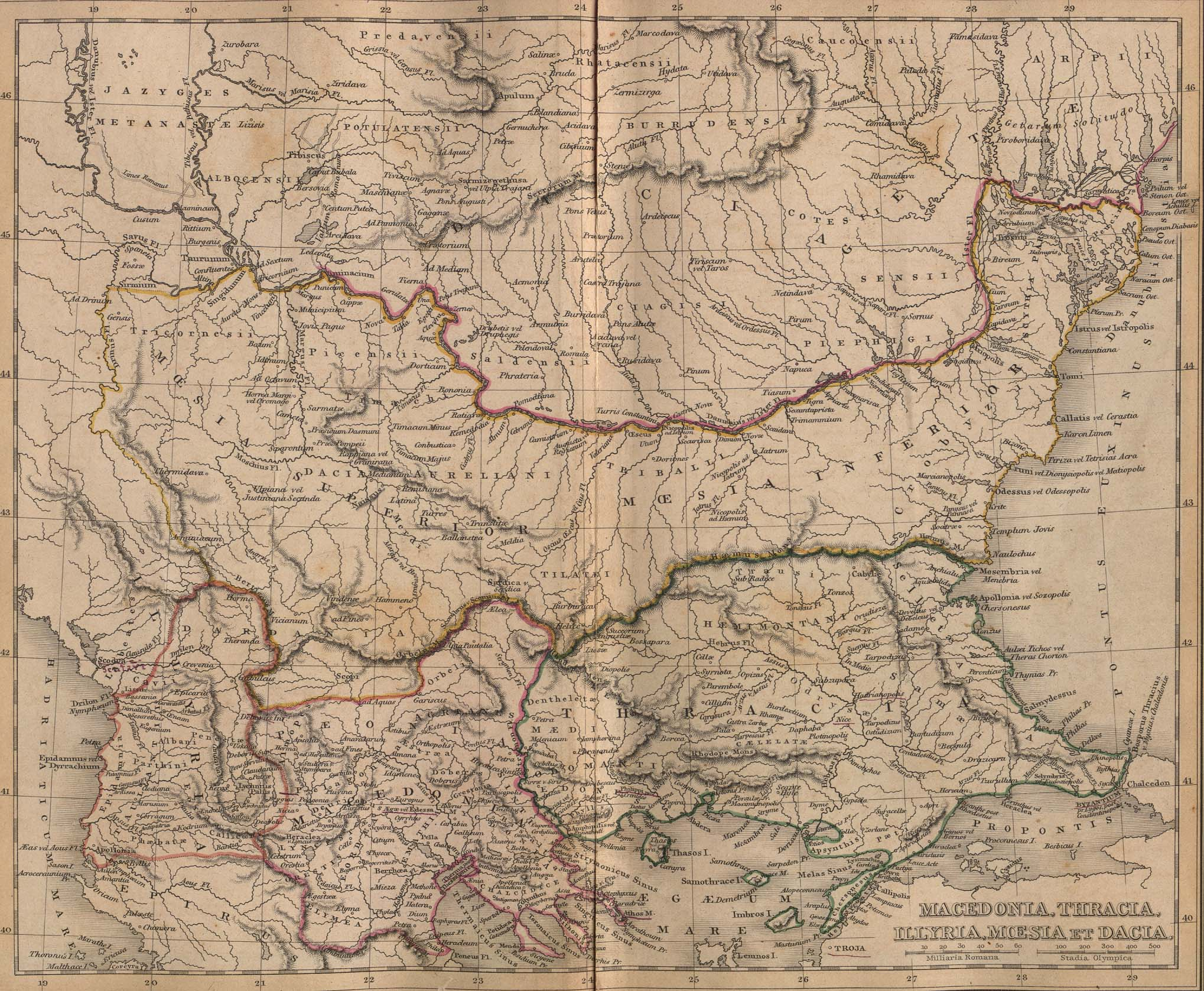
Macedonia classica (qui rappresentata come circondante la Peonia) e dintorni, dall'Atlante classico all'antica geografia illustrata, Alexander G. Findlay, New York, 1849

Nell'antichità la regione della Macedonia comprendeva parti di ciò che allora era conosciuta come Macedonia, Illiria e Tracia. Tra l'altro nelle sue terre venivano localizzati i regni di Peonia, Dardania, Macedonia e Pelagonia, storiche tribù come gli Agriani e colonie di città-Stato greche meridionali. Antecedente all'ascendenza macedone, parte della Macedonia era popolata dai Brigi, un popolo tracio, mentre l'occidente, cioè la Macedonia Superiore, era abitata da Illiri e Macedoni. Intanto, più tardi, furono documentate numerose guerre tra i regni illirici e macedoni, i quali possono essere coesistiti pacificamente con i Brigi.
Nel periodo della Grecia classica, la Peonia, i cui confini esatti (così come l'arcaica storia dei suoi abitanti) restano oscuri, originariamente comprendeva l'intera valle del fiume Assio e le aree circostanti, in ciò che adesso è la parte settentrionale della regione greca di Macedonia, la maggior parte della Repubblica di Macedonia, e una piccola parte della Bulgaria occidentale. Intorno al 500 a.C., l'antico regno di Macedonia era incentrato in qualche luogo compreso tra i pendii meridionali dell'Olimpo Inferiore e il tratto dritto del corso inferiore del fiume Aliacmone. Durante le guerre persiane il regno di Macedonia fu soggetto ai persiani, ma dopo la battaglia di Platea riottenne la sua libertà. Sotto Filippo II e Alessandro Magno, il regno di Macedonia si espanse in modo energico collocando l'intera regione della Macedonia sotto il governo degli Argeadi.
Le conquiste di Alessandro produssero una diffusione duratura del pensiero e della cultura greca attraverso il Vicino Oriente antico, ma il suo impero venne a frantumarsi dopo la sua morte. I suoi generali divisero l'impero tra loro, fondando i loro propri stati e dinastie. Il regno di Macedonia venne preso da Cassandro, che lo governò fino alla sua morte (297 a.C.). In questo periodo il controllo macedone sugli Stati tracio-illirici della regione lentamente andava declinando, sebbene il regno di Macedonia rimanesse la più grande potenza regionale. Questo periodo vide anche le invasioni celtiche nella Macedonia. Tuttavia, i Celti vennero ogni volta con successo respinti da Cassandro, e più tardi da Antigono, lasciando poca influenza sull'intera regione.

### Macedonia romana
Nel II secolo a.C. il Regno di Macedonia cadde nelle mani della nascente potenza romana. Filippo V di Macedonia durante il suo regno (221 - 179 a.C.) combatté contro i Romani in due successive guerre. La prima guerra macedone (215 - 205 a.C.) fu gestita con successo dai Macedoni; ma Filippo fu poi definitivamente sconfitto nella seconda guerra macedone (200 - 197 a.C.). Nel prosieguo della guerra contro Roma, il suo successore Perseo di Macedonia che regnò dal 179 a.C. al 168 a.C., riconquistò la Macedonia con la terza guerra macedone nel (171-168 a.C.), ma la perdette definitivamente quando fu sconfitto dai Romani. La Macedonia romana fu inizialmente divisa in quattro repubbliche soggette a Roma, prima di formare nel 146 a.C. un'intera provincia romana. In questo periodo, nei Balcani fu introdotta la lingua latina usata sia dai coloni latini che dai soldati.
Con la divisione dell'Impero romano in occidentale e orientale nel 298 d.C., la Macedonia venne ad essere governata dai successori Bizantini romani. La popolazione dell'intera regione era, tuttavia, impoverita dalle pesanti invasioni di varie tribù gote e unne (300–400). Nonostante questo, alcune regioni dell'Impero bizantino continuavano a prosperare, in particolare alcune città costiere come Tessalonica che divenne un importante centro culturale e commerciale. Malgrado la potenza dell'impero, dall'inizio del VI secolo i domini bizantini furono soggetti a frequenti incursioni di varie tribù slave che, nel corso dei secoli, alla fine diedero come risultato drastici mutamenti demografici e culturali nelle province balcaniche dell'impero. Sebbene tradizionalmente questi cambiamenti sono attribuiti alla colonizzazione su vasta scala di gruppi di lingua slava, è stata avanzata l'ipotesi che un dissolvimento generalizzato dell'identità romana possa averne creato l'innesco, nel III secolo, specialmente tra i provinciali rurali, menomati dalla rigida tassazione e dalle carestie. Tenendo in considerazione questo ambiente sottostante, le penetrazioni create dalle successive ondate di un numero relativamente piccolo di guerrieri slavi e delle loro famiglie possono essere state capaci di assimilare un grande numero di indigeni al loro modello culturale, talvolta visto come un'alternativa più attraente. In questo modo e nel corso del tempo, gran parte della Macedonia venne ad essere controllata dalle comunità di lingua slava. Nonostante i numerosi attacchi effettuati su Tessalonica, la città resistette, e la cultura romano-bizantina continuò a fiorire, sebbene l'influenza culturale slava incrementasse costantemente.
Gli insediamenti slavi venivano ad organizzarsi su linee territoriali tribali, riferite dagli storici greco-bizantini come sklaviniai. Gli sklaviniai continuarono ad assalire a intermittenza l'impero bizantino, indipendentemente, o aiutati da contingenti bulgari o avari. Intorno al 680 un gruppo "bulgaro" (largamente composto da discendenti dai precedenti cristiani romani presi prigionieri dagli avari), condotti dal khan Kuber (si è ipotizzato che appartenesse allo stesso clan del khan Asparukh bulgaro-danubiano), si insediarono nella pianura pelagonica, scagliando campagne militari nella regione di Tessalonica. Quando l'impero ebbe a disposizione truppe imperiali a sufficienza, tentò di riottenere il controllo dei suoi territori balcanici perduti. Al tempo di Costante II un numero significativo di slavi della Macedonia vennero catturati e trasferiti nell'Asia Minore centrale dove furono costretti a riconoscere l'autorità dell'imperatore bizantino servendo come soldati nel suo esercito. Verso la fine del VII secolo Giustiniano II organizzò di nuovo una massiccia spedizione contro gli sklaviniai e i bulgari della Macedonia. Partendo da Costantinopoli, egli venne a soggiogare molte tribù slave istituendo il Thema della Tracia nell'entroterra della Grande Città, portandosi poi a Tessalonica. Tuttavia, sulla strada del ritorno venne sorpreso in un'imboscata dagli slavo-bulgari di Kuber, perdendo gran parte del suo esercito, bottino, e conseguentemente, il suo trono. Nonostante questi successi temporanei, il governo nella regione era ben lontano dall'essere stabile, fino a che tutti gli sklaviniae non fossero pacificati e debellati. Fino al tardo VIII secolo, gli imperatori facevano ricorso piuttosto ad un allontanamento della loro linea difensiva a sud lungo le coste egee. Sebbene un nuovo thema - quello di "Macedonia" - fosse di conseguenza stato creato, esso non corrisponde al territorio geografico odierno, ma a una regione spostata più a est (incentrata su Adrianopoli), ricavata dai temi tracio ed elladico già esistenti.

### Macedonia medievale
Non ci sono documenti bizantini riguardo agli sklaviniai dopo l'836/837, dato che essi vennero assorbiti durante l'espansione del primo impero bulgaro. L'influenza slava nella regione si rafforzava insieme alla nascita di questo Stato, che nell'837 incorporava parte della regione nel suo dominio. Tra l'860 e l'870 i santi Cirillo e Metodio, bizantini nati a Tessalonica (l'odierna Salonicco), crearono il primo alfabeto glagolitico slavo con cui venne per la prima volta trascritta la lingua della vecchia chiesa slava, ed essi furono in tal modo comunemente riferiti come apostoli-cristianizzatori del mondo slavo.
La loro eredità culturale venne acquisita e sviluppata nella Bulgaria medievale, dove dopo l'885 la regione di Ohrid (Repubblica di Macedonia) divenne un significativo centro ecclesiastico con la designazione di San Clemente di Ohrid come "primo arcivescovo di lingua bulgara" residente in questa regione. Insieme a un altro discepolo di San Cirillo e Metodio, San Naum, Clemente creò un fiorente centro culturale bulgaro ad Ocrida (dove gli allievi venivano istruiti alla teologia tramite la lingua dell'antico slavo ecclesiastico, imparando così il glagolitico e l'alfabeto cirillico), ciò che adesso viene chiamato "scuola letteraria di Ocrida". Il confine bulgaro-bizantino all'inizio del X secolo passava approssimativamente a 20 km a nord di Tessalonica conformemente all'iscrizione di Narash. Secondo l'autore bizantino Giovanni Kameniat, a quel tempo gli insediamenti intorno a Tessalonica erano abitati dagli "sciti" (bulgari) e dalle tribù slave dei druguviti e sagudati oltre che da greci.
Alla fine del X secolo, ciò che adesso è la Repubblica di Macedonia divenne il cuore culturale e politico del primo impero bulgaro dopo che gli imperatori bizantini Giovanni I Zimisce e Basilio II conquistarono la parte orientale dell'Impero bulgaro. La capitale bulgara Preslav e lo zar bulgaro Boris II furono catturati nel 972. Una nuova capitale venne stabilita a Ohrid, che divenne anche la sede della patriarcato bulgaro. Lo zar Samuele e i suoi successori continuarono la resistenza contro i bizantini per molti decenni, prima di soccombere anche loro nel 1018. Basilio II divenne allora noto come lo "sterminatore bulgaro", dopo che ebbe catturati e accecati 14 000 soldati bulgari nel 1014. La parte occidentale della Bulgaria, inclusa la Macedonia, venne incorporata nell'Impero bizantino come provincia di Bulgaria (Thema Bulgaria) e il patriarcato bulgaro venne ridotto al rango di un arcivescovato.
Le intermittenti insurrezioni slave continuarono a verificarsi al nord, spesso con il sostegno dei principati serbi. Ogni indipendenza temporanea che potesse essere stata guadagnata veniva di solito fatta crollare velocemente dai Bizantini. I periodi successivi vennero contrassegnati dalla guerra tra Bisanzio e normanni, loro acerrimi nemici. I Normanni lanciarono l'offensiva sulle loro terre conquistate nell'Italia meridionale e temporaneamente ottennero il governo di tutte le piccole aree costiere nord-occidentali.
Dal XII secolo parte della Macedonia venne in conflitto con il regno serbo di Raška. Lo zenit dell'impero serbo si venne a realizzare nel XIV secolo, quando esso riuscì a conquistare tutta la Macedonia settentrionale e la Grecia centrale - esclusi Salonicco, Atene e il Peloponneso. Nel 1346, re Stefan Uroš IV Dušan di Serbia venne incoronato zar (imperatore) dei Serbi e dei Greci. L'impero crollò dopo la sua morte avvenuta nel 1355.
A quel tempo, la minaccia ottomana iniziava a mostrarsi in lontananza nei Balcani, non appena gli Ottomani sconfissero la coalizione cristiana di Serbi, Bulgari e Greci. Dopo la vittoria ottomana nella battaglia di Maritsa (1371) la maggior parte della Macedonia accettò il vassallaggio agli Ottomani e alla fine del XIV secolo fu annessa interamente all'Impero ottomano. La Macedonia rimase una parte dell'Impero ottomano per circa 500 anni, durante i quali si venne a costituire una sostanziale minoranza turca. Salonicco successivamente divenne la patria di una numerosissima popolazione ebraica a seguito delle espulsioni degli ebrei dalla Spagna dopo il 1492.

### Emergenza di una regione macedone

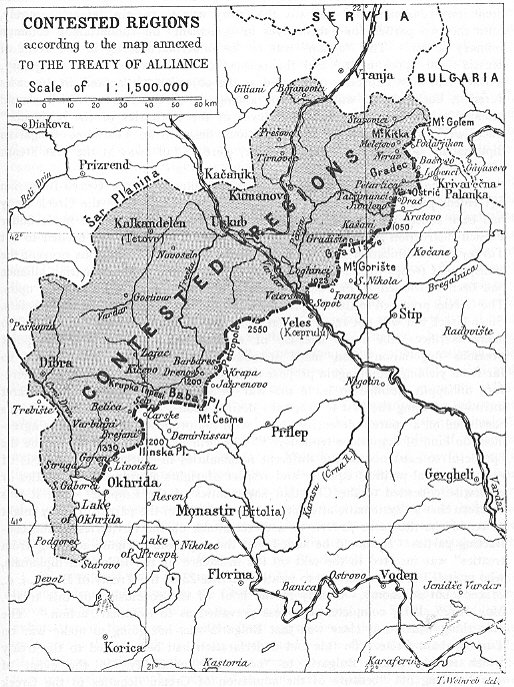
Mappa della regione contestata da Serbia e Bulgaria e soggetta all'arbitrato dello zar di Russia

Dopo la rinascita dello Stato greco, serbo e bulgaro nel XIX secolo, le terre ottomane in Europa identificate come "Macedonia" vennero ad essere contese fra tre governi, portando alla creazione, tra il 1890 e l'inizio del Novecento, di gruppi armati rivali che dividevano i loro sforzi lottando contro i Turchi e fra di loro.
Il più importante di questi fu la "commissione bulgara rivoluzionaria di Macedonia-Adrianopoli" (BMARC, SMARO dal 1902 - una versione alternativa dice che costituiva l'"organizzazione rivoluzionaria macedone", MRO, TMORO dal 1902), sotto Gotse Delchev, il quale nel 1903 si ribellò nella cosiddetta "insurrezione di Ilinden-Preobrazhenie", combattendo per uno Stato macedone autonomo o indipendente (prima del 1902 soltanto i bulgari potevano unirsi, ma in seguito, "ogni macedone o odriniano venne incoraggiato, noncurante della nazionalità, ad unirsi insieme"), e gli sforzi greci, dal 1904 fino al 1908 (lotta greca per la Macedonia). L'intervento diplomatico delle potenze europee condusse a progetti per una Macedonia autonoma sotto il governo ottomano.
Viene spesso affermato che la macedonia, di frutta o di verdura, derivasse il suo nome dalla popolazione estremamente mista di dell'area, comunque sembra più verosimile che fosse ispirata dalla diversità dei domini di Alessandro Magno, poiché il termine risale alla Francia del XVIII secolo, quando la composizione etnica della Macedonia era ancora largamente sconosciuta.

### La nascita del nazionalismo e le identità macedoni
Nel corso dei secoli la Macedonia era diventata una regione multiculturale. I riferimenti storici menzionano greci, bulgari, turchi, albanesi, gitani, ebrei e valacchi. Dal Medioevo al XX secolo la popolazione di lingua slava nella Macedonia veniva identificata in massima parte come bulgari o greci e occasionalmente come serbi. Durante il periodo cosiddetto della rinascità nazionale bulgara molti bulgari di queste regioni sostennero la lotta per la creazione di istituzioni bulgare religiose ed educative culturali, incluso l'esarcato bulgaro. Infine, nel XX secolo, i 'bulgari' vennero ad essere intesi come sinonimi di 'slavi macedoni' e, infine, 'macedoni etnici'. Krste Misirkov, un filologo e pubblicitario, massimamente noto per il suo lavoro "Sulle faccende macedoni" (1903), annunciato dai macedoni come uno dei “fondatori della nazione macedone”, asserisce:
     Serbi
     Serbi e macedoni
     Bulgari
     Albanesi
     Greci
     osmani (turchi)
     Rumeni e arumeni
     Albanesi e serbi
     Greci e albanesi
     Greci e osmani
     Bulgari e osmani

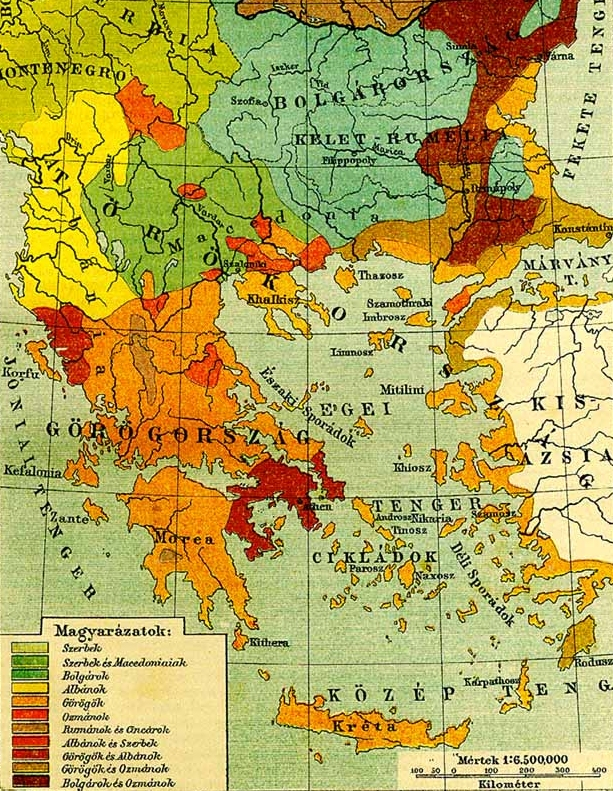
Le nazionalità dell'Europa sud-orientale nel tardo XIX secolo rappresentate nel Pallas Nagy Lexikona, 1897:
Serbi
Serbi e macedoni
Bulgari
Albanesi
Greci
osmani (turchi)
Rumeni e arumeni
Albanesi e serbi
Greci e albanesi
Greci e osmani
Bulgari e osmani

La ristrettezza dei confini del moderno stato greco ai suoi inizi, nel 1830, deluse gli abitanti della Grecia settentrionale (Epiro e Macedonia) . In una sua relazione del 1844, il primo ministro greco Kolettis affermò davanti all'Assemblea costituzionale di Atene che «...il regno di Grecia non è la Grecia: esso è solo una parte, la più piccola e scarsa, della Grecia. Greco non è soltanto chi abita il regno, ma anche chi vive a Ioannina (Epiro), o a Salonicco (Macedonia), o a Serres (Macedonia), o a Odrin (Tracia)». Egli menziona città e isole che furono sotto il possesso ottomano come componenti la Grande Idea (greco: Μεγάλη Ιδέα), vale a dire la ricostruzione del mondo greco classico o la rinascita dell'impero bizantino. L'idea importante qui è che, per la Grecia, la Macedonia fosse una regione in gran parte costituita da popolazioni greche che aspettavano l'annessione allo stato greco. In quel tempo la regione che oggi è la Repubblica di Macedonia era nota come il "feudo (vilayet) di Skopje" .
Il Congresso di Berlino del 1878 mutò di nuovo la mappa dei Balcani. Il trattato restituì la Macedonia e la Tracia all'impero ottomano. A Serbia, Romania e Montenegro venne conferita la piena indipendenza e qualche espansione territoriale a spese dell'Impero ottomano. La Russia avrebbe mantenuto consiglieri militari in Bulgaria e nella Rumelia orientale fino al maggio del 1879. All'Impero austro-ungarico venne permesso di occupare Bosnia, Erzegovina e il Sanjak di Novi Pazar. Il Congresso di Berlino costrinse anche la Bulgaria, nuovamente autonoma con il Trattato di Santo Stefano del 1878, a restituire oltre la metà dei suoi territori nuovamente sottratti all'impero ottomano, inclusa la Macedonia, della quale una grande parte venne data alla Bulgaria, a causa della pressione russa e della presenza di un numero significativo di bulgari e aderenti all'esarcato bulgaro. Le perdite territoriali non soddisfacevano la Bulgaria; ciò alimentò per i successivi settant'anni le ambizioni di molti politici bulgari, i quali cercarono di rivedere il trattato - con mezzi pacifici o militari - e a riunire tutte le terre che essi rivendicavano poiché costituite da una maggioranza bulgara.
Inoltre, anche la Serbia era adesso interessata alle terre macedoni, fino allora contese alla Bulgaria principalmente solo dalla Grecia che, dopo l'annessione della Tessaglia del 1881, veniva a confinare con la Macedonia. Perciò, il Congresso di Berlino, piuttosto che rendere stabile la regione tramite un regime permanente, finì per riaccendere la lotta a causa della Turchia in Europa e della cosiddetta questione della regione della Macedonia. Negli anni successivi tutti gli stati vicini combatterono contro la Turchia in Europa, arginati soltanto dalle loro proprie restrizioni, dall'esercito ottomano e dalle ambizioni territoriali delle grandi potenze nella regione.

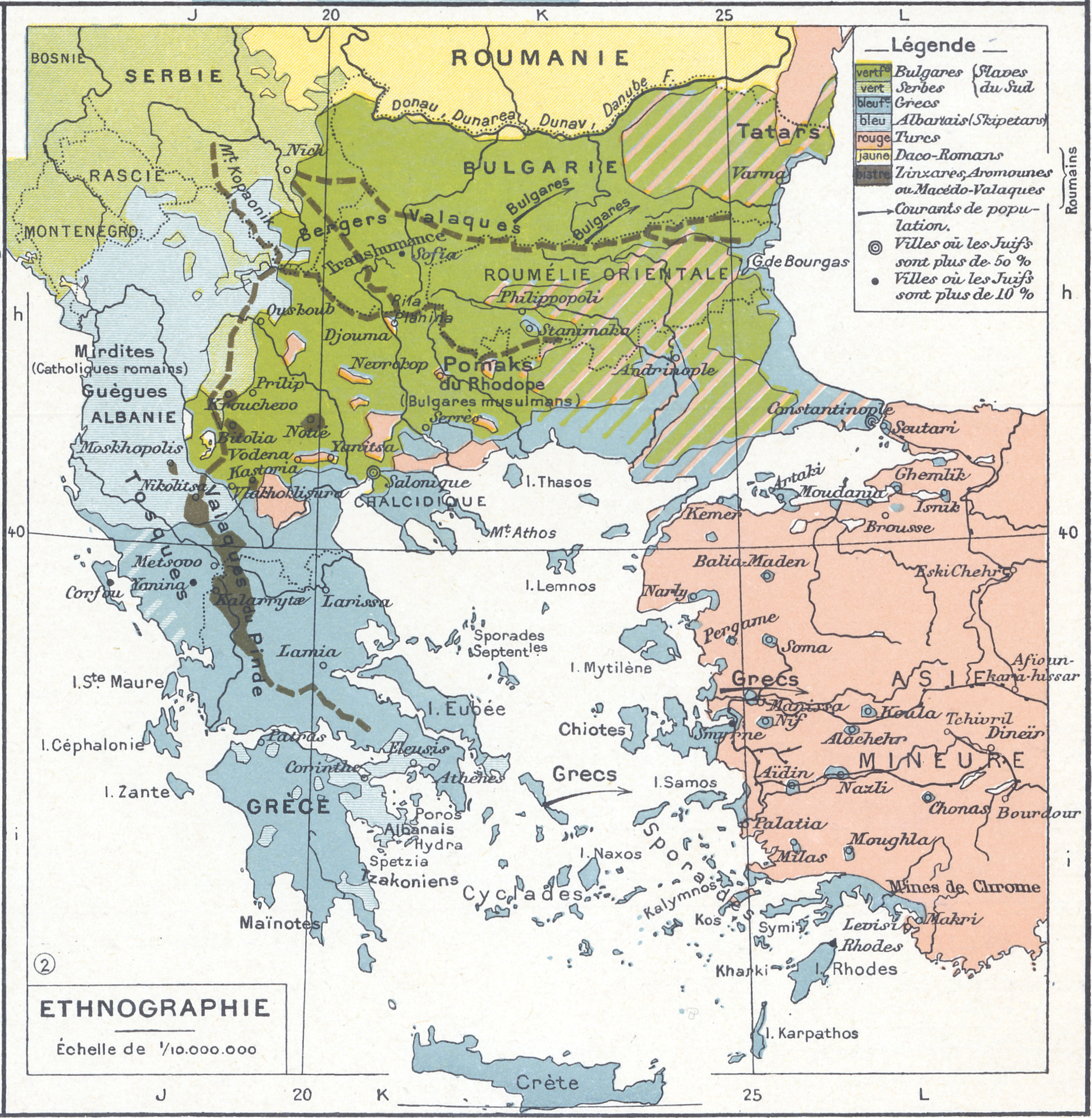
Mappa etnica dei Balcani prima della prima guerra mondiale.

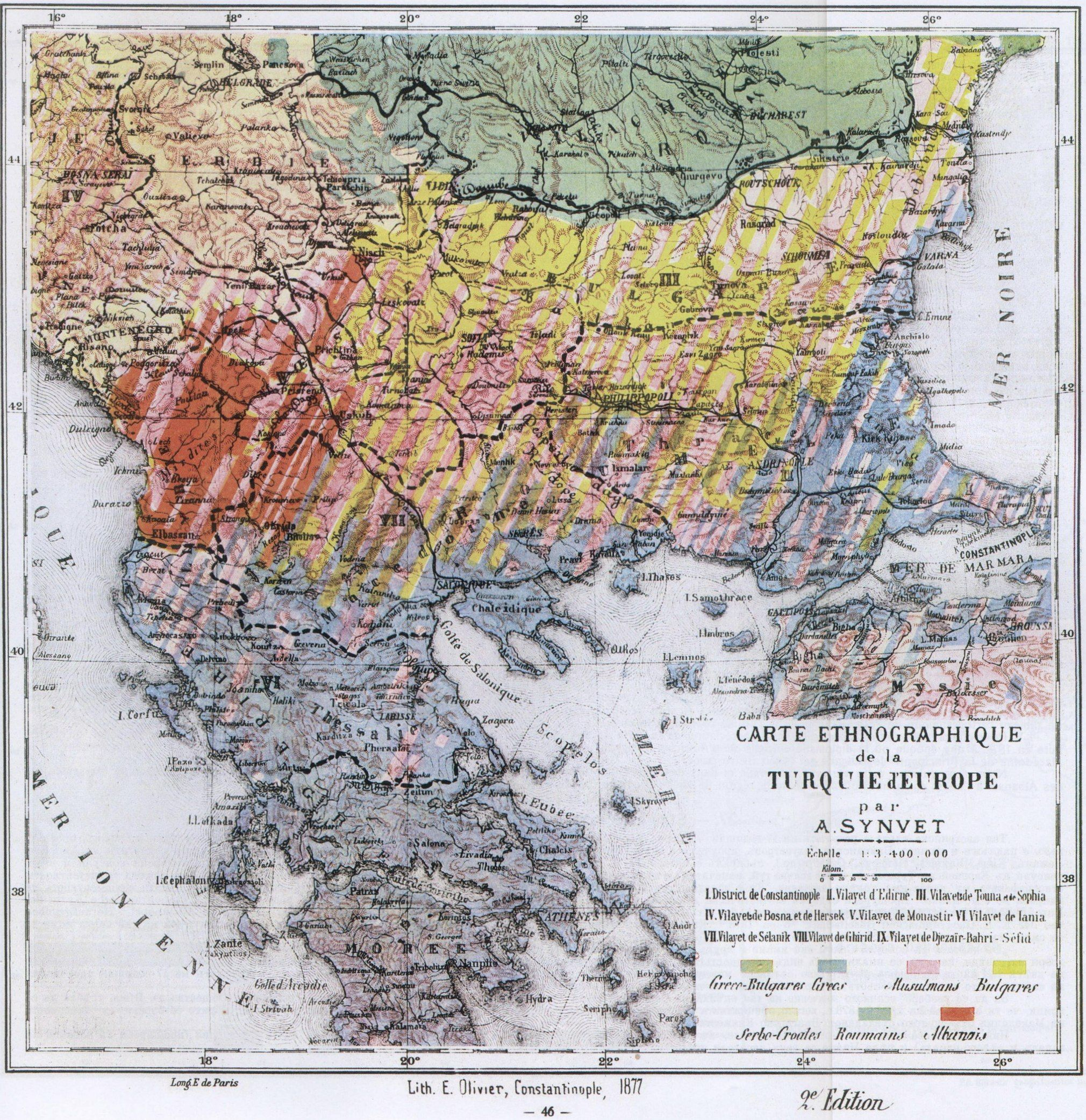
Mappa etnica della penisola balcanica del 1877, di A. Synvet

La politica serba ebbe uno spiccato carattere anti-bulgaro, tentando di prevenire l'influenza bulgara sugli abitanti della Macedonia. D'altra parte la Bulgaria veniva ad usare il potere delle sue istituzioni religiose (l'esarcato bulgaro stabilito nel 1870) per promuovere la sua lingua e fare in modo che molta gente si identificasse con la Bulgaria. La Grecia, inoltre, era in una posizione vantaggiosa per proteggere i suoi interessi per mezzo dell'influenza del patriarcato di Costantinopoli, tradizionalmente garante delle scuole di lingua e cultura greche anche in villaggi con pochi abitanti greci. Ciò mise il patriarcato in disputa con l'esarcato, il quale istituiva scuole con educazione bulgara. L'appartenenza all'una o all'altra istituzione poteva in effetti determinare l'identità nazionale della persona: semplicemente, se le persone sostenevano il patriarcato erano di conseguenza considerate greche, se esse al contrario sostenevano l'esarcato erano considerate bulgare. Localmente, tuttavia gli abitanti dei villaggi non erano sempre in grado di esprimere liberamente la loro associazione con l'una o l'altra istituzione, come d'altronde c'erano numerosi gruppi armati che cercavano di difendere e/o espandere il territorio a scapito della parte avversa. Alcuni furono arruolati localmente e auto-organizzati mentre altri venivano spediti e armati dagli stati protettori.
Lo scopo degli avversari, comunque, non era principalmente quello di estendere la loro influenza sulla Macedonia, ma semplicemente prevenire che la Macedonia soccombesse all'influenza altrui. Questo tentativo, spesso violento, di persuadere la gente ad appartenere a l'uno o all'altro gruppo etnico, spinse alcuni a rigettarli entrambi. La grande pressione sui pacifici contadini della Macedonia funzionava contro i progetti sia serbi che bulgari, quelli di "costringere" ad adottare l'idea etnica e infine la divisione sociale divenne visibile. L'ambasciatore britannico a Belgrado nel 1927 diceva:
Attualmente lo sfortunato contadino macedone si trova tra incudine e martello. Un giorno il comitadjis entrò nella sua casa per chiedere, sotto minaccia, alloggio, cibo e denaro e il giorno successivo il gendarme lo trascinò in prigione per avere egli ceduto a quelle richieste; il macedone è veramente pacifico, agricoltore particolarmente industrioso; se il governo (serbo) gli desse una protezione adeguata, educazione, libertà dalla malaria e comunicazioni decenti, sembra non ci sarebbe ragione del perché non si debba sentire serbo, come si sentiva bulgaro 10 anni fa.
Come risultato di questo gioco di "tiro alla fune", gli slavi di Macedonia non ebbero nessuna identità nazionale . Inoltre, quando i progetti imperialistici degli stati confinanti resero possibile la divisione della Macedonia, alcuni intellettuali macedoni come Misirkov menzionarono la necessità di creare un'identità nazionale macedone che distinguesse così gli slavi macedoni dai bulgari, serbi o greci.
Battezzando gli slavi macedoni come serbi o bulgari si puntava quindi a giustificare queste rivendicazioni territoriali nazionali sulla Macedonia. La parte greca, con l'assistenza del patriarcato, responsabile per le scuole, avrebbe potuto più facilmente mantenere il controllo, poiché esse espandevano l'identità greca. Per la stessa identica ragione i bulgari, quando predisponevano il governo dell'esarcato (1871), includevano i macedoni nell'assemblea come "fratelli", onde prevenire ogni diversificazione etnica. D'altra parte i serbi, incapaci di istituire scuole di lingua serba, usavano la propaganda. Il loro principale interesse era quello di impedire che i macedoni di lingua slava acquisissero un'identità bulgara attraverso la convergenza sul mito delle antiche origini dei macedoni e simultaneamente per mezzo della classificazione dei bulgari come tatari e non come slavi, enfatizzassero le loro caratteristiche di macedoni come uno stadio intermedio tra serbi e bulgari. Per riassumere, la propaganda serba tentava di suscitare nei macedoni una separata identità etnica onde diminuire l'influenza bulgara. Questa scelta era l'"etnicità macedone". I bulgari non accettarono mai una diversità etnica dai macedoni slavi, dando un significato geografico al termine. Nel 1893 essi istituirono l'"Organizzazione Rivoluzionaria Interna Macedone" (VMRO), mirando ad affrontare l'azione serba e greca in Macedonia. La VMRO sperava di rispondere alla questione macedone attraverso un movimento rivoluzionario e così essi istigarono l'insurrezione di Ilinden (1903) per liberare alcuni territori ottomani. La Bulgaria usava questo espediente per internazionalizzare la questione macedone. Ilinden mutò l'atteggiamento della Grecia che decise di prendervi parte con azioni para-militari. Per proteggere i macedoni greci, oltre che i propri interessi, la Grecia mandò ufficiali a preparare la guerriglia e ad organizzare milizie note come makedonomahi (combattenti macedoni), essenzialmente per lottare contro i bulgari, dato che pareva ormai ovvio che la questione macedone si potesse risolvere soltanto con una guerra.
La nascita del nazionalismo albanese e turco dopo il 1908, tuttavia, spinse Grecia, Serbia e Bulgaria a seppellire le loro divergenze riguardo alla Macedonia ed a formare nel 1912 una coalizione contro l'impero ottomano. Trascurando l'opinione pubblica in Bulgaria, che sosteneva l'instaurazione di una provincia autonoma macedone sotto un governatore cristiano, il governo bulgaro intraprese un trattato pre-bellico con la Serbia, con il quale si stabiliva la divisione della regione in due parti . La parte della Macedonia a ovest e a nord della linea di spartizione veniva ad essere rivendicata sia dalla Serbia che dalla Bulgaria e fu soggetta dopo la guerra all'arbitrato dello zar di Russia. La Serbia formalmente rinunciava ad ogni rivendicazione riguardante la parte della Macedonia a sud e ad est della linea di spartizione, dichiarata trovarsi nell'ambito della sfera d'interesse bulgara. Il pre-trattato tra Grecia e Bulgaria, tuttavia, non includeva nessuno accordo riguardo alla divisione dei territori conquistati - evidentemente entrambe le nazioni speravano di occupare la maggior parte di territorio possibile, avendo le loro mire principalmente su Salonicco.

### La guerra nei Balcani
L'imminente collasso dell'Impero ottomano venne accettato di buon grado dagli stati balcanici, poiché prometteva di ristabilire il loro territorio europeo. La cosiddetta rivoluzione dei Giovani Turchi del 1908 rese manifesto un movimento nazionalistico che ostacolava le aspettative del popolo riguardo alla modernizzazione dell'impero e affrettava la fine dell'occupazione ottomana dei Balcani.

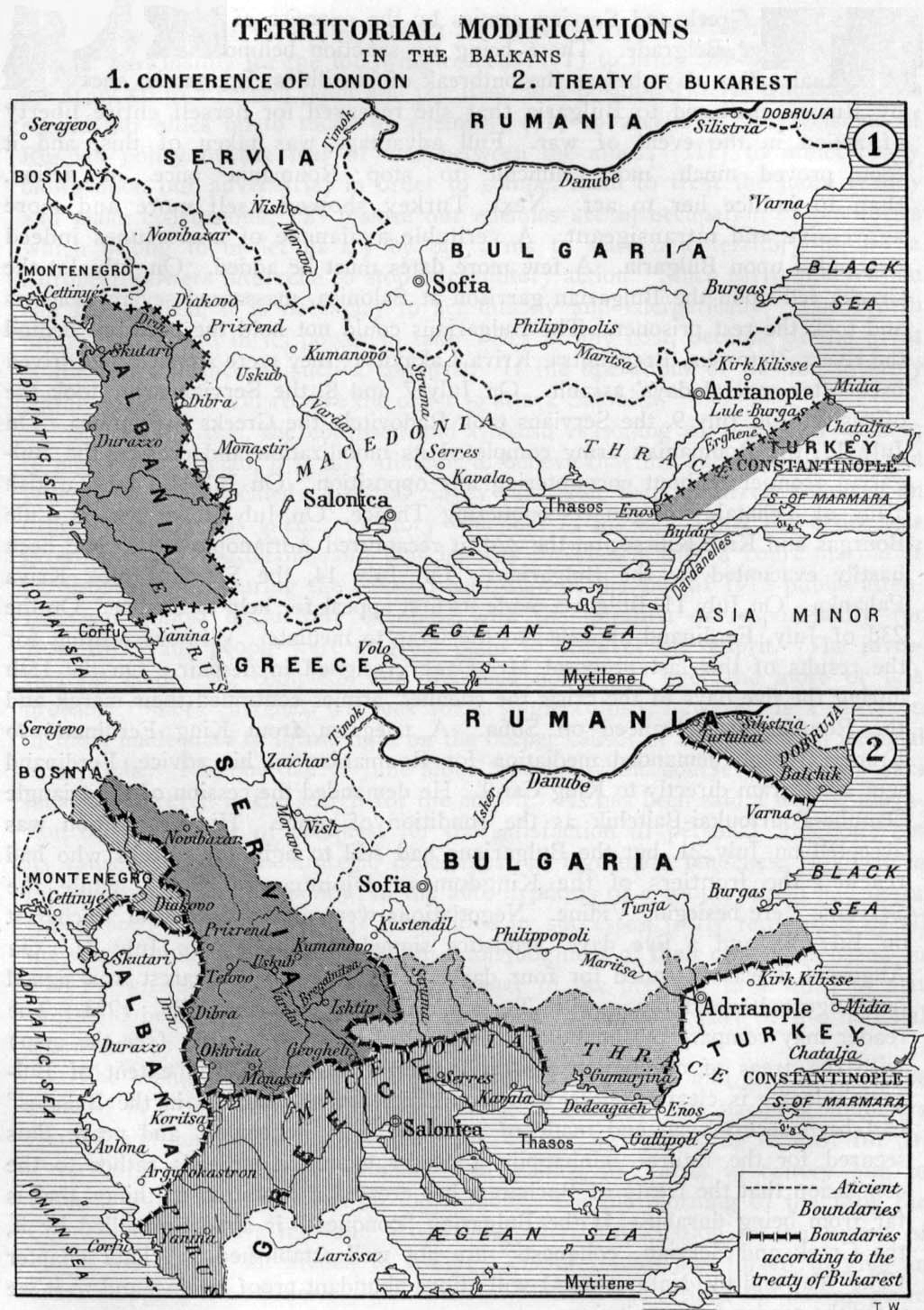
Confini dei Balcani dopo la prima e la seconda guerra balcanica (1912–1913)

Per questo scopo un'alleanza venne a stringersi fra gli Stati balcanici nella primavera del 1913. La prima guerra balcanica, durata sei settimane, iniziò nell'agosto del 1912, quando il Montenegro dichiarò guerra all'Impero ottomano, le cui forze alla fine ingaggiarono quattro diverse guerre in Tracia, Macedonia, Albania settentrionale e meridionale e Kosovo.
La Bulgaria ebbe a sopportare l'impatto della guerra lottando sul fronte tracio contro le principali forze ottomane. Sia il dispendio sia i disastri nella prima guerra balcanica furono a carico prevalentemente della Bulgaria rispetto a quelli della Serbia, Grecia e Montenegro messi insieme. La Macedonia stessa venne occupata dalle forze greche, serbe e bulgare.
La campagna di Macedonia fu combattuta in condizioni atroci. Alla ritirata dell'esercito ottomano dalla Macedonia seguì lo sforzo disperato delle forze greche e bulgare di raggiungere la città di Salonicco, il "solo premio della prima guerra balcanica" per il cui stato nessun precedente accordo venne fatto. In questo caso il possesso sarebbe stato uguale all'acquisizione. Le forze greche per prime entrarono nella città liberandola ufficialmente, un'avanzata soltanto positiva per loro. Glenny dice: «per i greci fu una buona guerra».
La prima guerra balcanica condusse alla liberazione dei Balcani dai turchi sistemando le questioni maggiori, eccetto quelle per la Macedonia. Nell'aprile del 1913 i serbi e greci iniziarono la serbianizzazione e l'ellenizzazione nelle parti della Macedonia che essi già controllavano, mentre i bulgari affrontavano alcune difficoltà contro gli ebrei  e le popolazioni turche. Inoltre il possesso di Salonicco fu un sogno non ancora estinto per i bulgari che si stavano preparando ad una nuova guerra. Per questo le truppe bulgare avevano il segreto ordine, nel giugno del 1913, di sferrare degli attacchi a sorpresa sui serbi. Grecia e Serbia avevano firmato un precedente accordo bilaterale difensivo (maggio 1913). Di conseguenza, Grecia e Serbia decisero di attaccare la Bulgaria nel suo momento di massima debolezza, ormai esausta per il suo sacrificio dell'inverno precedente. Inoltre la Bulgaria dovette anche combattere i romeni che rivendicavano alcuni territori.
Il trattato di Bucarest (agosto 1913) tolse ai bulgari la maggior parte delle conquiste fatte negli anni precedenti. Gran parte della Macedonia andò a formare la Serbia meridionale, incluso il territorio di ciò che oggi è la Repubblica di Macedonia, mentre la Macedonia egea venne a costituire la Grecia settentrionale. La Grecia quasi raddoppiò il suo territorio e la popolazione e le sue frontiere settentrionali rimasero quelle di oggi, più o meno le stesse fin dalle guerre nei Balcani. Comunque, quando la Serbia acquisì la 'Vardarska Banovina' (l'attuale Repubblica di Macedonia), cominciò ad avere mire espansionistiche verso uno sbocco sull'Egeo, dove Salonicco era la sua più alta ambizione. Tuttavia, la Grecia dopo lo scambio di popolazione con la Bulgaria, subito dopo questa vittoria nelle guerre balcaniche, si interessò a dare omogeneità nazionale all'Egeo e ogni rimanente parlante slavo venne assorbito.
Molti volontari dalla Macedonia si unirono all'esercito bulgaro partecipando alle battaglie contro i nemici dei bulgari in queste guerre - insieme alla forza dei Corpi Volontari Macedoni-Adrianopolitani e altre unità.
L'impero ottomano, nel Trattato di Londra nel maggio del 1913, assegnò l'intera Macedonia alla lega balcanica senza specificare la divisione della regione, in modo che emersero problemi in proposito fra gli alleati. Insoddisfatta per la creazione di uno stato autonomo albanese, che veniva a negarle l'accesso all'Adriatico, la Serbia chiese la sospensione della trattato pre-bellico, pretendendo dalla Bulgaria maggiori concessioni territoriali in Macedonia. Più tardi, nel maggio dello stesso anno, la Grecia e la Serbia firmarono un trattato segreto a Salonicco concordando la divisione della Macedonia secondo le linee di controllo esistenti. Sia la Serbia che la Grecia, come pure la Bulgaria, iniziarono a preparare la guerra finale per la spartizione.
Nel giugno del 1913 lo zar bulgaro Ferdinando, senza consultare il governo e senza nessuna dichiarazione di guerra, ordinava alle truppe bulgare di attaccare le truppe serbe e greche stanziate in Macedonia, iniziando così la seconda guerra balcanica. L'esercito bulgaro si ritrovò così in piena ritirata su tutti i fronti. L'esercito serbo scelse di fermare le sue operazioni, quando riuscì a soddisfare tutte le sue ambizioni territoriali e soltanto allora l'esercito bulgaro riprese fiato. Durante gli ultimi due giorni i bulgari riuscirono ad ottenere una vittoria bloccando l'avanzata delle forze greche nella Gola di Kresna. Tuttavia, nello stesso tempo, l'esercito rumeno attraversava il confine settentrionale indifeso e facilmente avanzò verso Sofia. La Romania intervenne nella guerra, in modo da soddisfare le sue rivendicazioni territoriali contro la Bulgaria. Intervenne anche l'impero ottomano, riassumendo facilmente il controllo della Tracia orientale insieme a Edirne. La seconda guerra dei Balcani, anche conosciuta come guerra inter-alleata, lasciò alla Bulgaria soltanto la valle dello Strimone e una piccola parte della Tracia con i porti minori sul mar Egeo. La Macedonia del Vardar venne incorporata nella Serbia (denominata poi Serbia meridionale). La Macedonia meridionale (Egea) venne incorporata nella Grecia e dunque denominata poi Grecia settentrionale. La regione soffrì duramente la seconda guerra balcanica. Durante il suo avanzamento alla fine di giugno, l'esercito greco fece fuoco sul quartiere bulgaro della città di Kilkis e su oltre 160 villaggi intorno a Kilkis e Serres, causando la fuga di 50.000 profughi, che si riversarono in Bulgaria. L'esercito bulgaro, per ritorsione, colpì il quartiere greco di Serres, armando i musulmani della regione di Drama e provocando il massacro di civili greci .

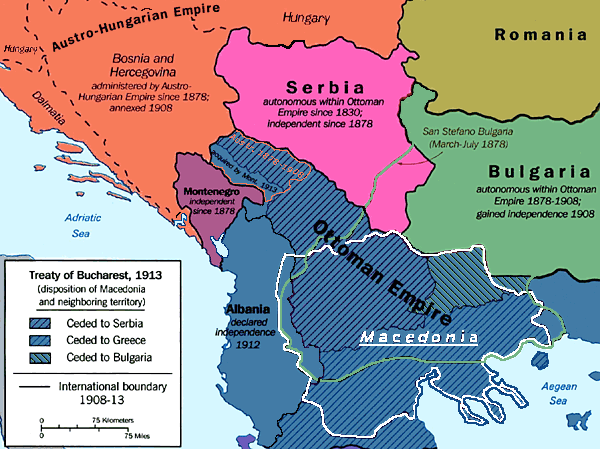
Divisione della Macedonia nel 1913

### Prima guerra mondiale
Nel settembre del 1915 il governo greco autorizzò lo sbarco di truppe a Salonicco. Nel 1916 il re filo-germanico della Grecia si accordò con i tedeschi in modo da permettere alle forze militari delle potenze centrali di entrare nella Macedonia greca per attaccare le forze bulgare a Salonicco. Come risultato, le truppe bulgare occuparono la parte orientale della Macedonia greca, incluso il porto di Kavala. La regione, tuttavia, ritornò alla Grecia dopo la vittoria degli alleati nel 1918. Dopo la distruzione dell'esercito greco in Asia Minore nel 1922, la Grecia e la Turchia scambiarono la maggior parte della minoranza turca di Macedonia con gli abitanti greci della Tracia e dell'Anatolia, ottenendo come risultato l'incremento della popolazione nella Macedonia egea che divenne così di etnia prevalentemente greca. La Macedonia governata dai serbi venne incorporata nel regno dei serbi, croati e Sloveni (successivamente Regno di Jugoslavia) nel 1918. La Macedonia jugoslava di conseguenza fu soggetta a un intenso processo di "serbizzazione" durante gli anni '20 e '30.
Dopo la campagna macedone della prima guerra mondiale lo status quo della Macedonia rimase lo stesso. La fondazione del "regno di serbi, croati e sloveni" nel 1918, che nel 1929 venne rinominato Jugoslavia (Slavia Meridionale), non predisse nessun regime per Skopje, né riconobbe nessuna identità nazionale macedone. Infatti le rivendicazioni a un'identità macedone rimasero in sordina a livello di propaganda perché, in fin dei conti, la Macedonia settentrionale era stata una conquista serba.

### Primo dopoguerra
La situazione nella Macedonia serba mutò dopo la Rivoluzione Comunista russa (1918–1919). Per Sfetas, il Comintern stava trattando la Macedonia come una questione tattica, a seconda delle circostanze politiche. All'inizi degli anni '20 sostenne la posizione per una Macedonia unica ed indipendente in una Democrazia Sovietica Balcanica. Adesso i sovietici desiravano un fronte comune degli agricoltori comunisti bulgari e le società bulgare-macedoni in modo da destabilizzare la penisola balcanica. L'Organizzazione Rivoluzionaria Interna Macedone (IMRO), sotto la protezione del Comintern, promosse l'idea di una Macedonia indipendente in una federazione di stati balcanici, che unificasse tutti i macedoni. Ad ogni modo, la possibile partecipazione della Bulgaria in una nuova guerra, schierata con l'Asse, provocò la perdita del sostegno sovietico alcuni anni più tardi.

### La seconda guerra mondiale
Quando nel 1941 le truppe tedesche si preparavano ad invadere la Grecia dalla Romania arrivando fino ai confini bulgari, chiedendo il permesso di passare attraverso il territorio bulgaro, la Bulgaria fu costretta ad unirsi alle potenze dell'Asse. Minacciata dal confronto militare diretto, lo zar Boris III non ebbe altra scelta che quella di unirsi al blocco fascista, ufficialmente il 1º marzo 1941. Restava una piccola opposizione popolare, fin da quando l'Unione Sovietica venne ad essere legata al patto di non-aggressione con la Germania nazista.
Il 6 aprile 1941, nonostante ufficialmente unito alle potenze dell'asse, il governo bulgaro mantenne una linea di passività militare durante gli stadi iniziali dell'invasione della Jugoslavia e della Grecia. Mentre le truppe tedesche, italiane e ungheresi sconfiggevano Grecia e Jugoslavia, i bulgari rimasero in seconda linea. Il governo jugoslavo si arrese il 17 aprile. Il governo greco resistette fino al 30 aprile. Il 20 di aprile, il periodo di passività bulgara terminò. L'esercito bulgaro entrò nella regione egea, con lo scopo di guadagnare uno sbocco nel Mar Egeo in Tracia e Macedonia orientale e Serbia orientale. La cosiddetta Vardar Banovina venne divisa tra la Bulgaria e gli italiani, che avevano occupato la Macedonia occidentale.
Durante l'occupazione tedesca della Grecia (1941 – 1944) il partito comunista greco KKE fu il principale fattore di resistenza con il suo gruppo militare EAM-ELAS (Fronte di liberazione Nazionale). Sebbene molti membri dell'EAM fossero di lingua slava, essi ebbero distinta coscienza bulgara, greca o macedone. Per avvantaggiarsi della situazione, il KKE istituì lo SNOF con la cooperazione del leader jugoslavo Tito, abbastanza ambizioso da fare progetti per la Macedonia greca. Per questo egli istituì l'Assemblea Anti-Fascista per la Liberazione Nazionale della Macedonia (ASNOM), dandole un effettivo carattere di liberazione per l'intera regione macedone. Inoltre il KKE era molto favorevole all'opzione di una Macedonia più grande, inclusa la regione greca, fin da quando aveva compreso che una vittoria durante la guerra civile greca sarebbe stata utopica. Successivamente l'EAM e lo SNOF si trovarono in disaccordo sulle questioni politiche fino a scontrarsi e quest'ultimo venne bandito dalla Grecia nel 1944.
Durante la seconda guerra mondiale i confini della regione si spostarono di nuovo. Quando le forze tedesche occuparono l'area, la maggior parte della Macedonia jugoslava e parte della Macedonia Egea furono trasferite all'amministrazione alla Bulgaria. Durante l'amministrazione bulgara della Macedonia greca orientale circa 100 000 rifugiati bulgari della regione vennero risistemati colà e forse molti greci vennero deportati o fuggirono in Grecia. La Macedonia Egea occidentale fu occupata dall'Italia, insieme alla parte occidentale della Macedonia jugoslava, annessa così all'Albania già occupata dagli italiani. Il resto della Macedonia greca (inclusa tutta la costa) fu occupata dalla Germania nazista. Uno dei più gravi episodi dell'olocausto accadde qui, quando 60 000 ebrei di Salonicco vennero deportati nei campi di sterminio della Polonia occupata e soltanto poche migliaia sopravvissero.
La Macedonia venne liberata nel 1944, quando l'avanzata dell'armata rossa nella penisola balcanica costrinse le forze tedesche a ritirarsi. I confini pre-bellici vennero ripristinati sotto la pressione britannica e statunitense, dato che il governo bulgaro stava insistendo per tenere le sue unità militari sul suolo greco. La Macedonia bulgara ritornò abbastanza rapidamente alla normalità, ma i patrioti bulgari nella Macedonia jugoslava subirono un processo di pulizia etnica da parte delle autorità di Belgrado e la Macedonia greca venne devastata dalla guerra civile greca, che scoppiò nel dicembre del 1944 e terminò soltanto nell'ottobre del 1949.

### Secondo dopoguerra
La fine della guerra non portò pace alla Grecia poiché scoppiò la guerra civile tra le forze governative e l'EAM (Fronte Nazionale di Liberazione) mietendo 50.000 vittime da entrambe le parti. La sconfitta dei comunisti nel 1949 costrinse i loro membri di lingua slava a lasciare la Grecia o adottare pienamente la lingua greca e i cognomi greci. Le minoranze slave vennero discriminate, e non riconosciute neanche come una minoranza. Dal 1923 la sola minoranza internazionalmente riconosciuta in Grecia è quella musulmana nella Tracia occidentale.
Dopo la guerra civile le autorità greche proibirono a un grande numero di precedenti combattenti dell'ELAS, rifugiati nella Bulgaria e Jugoslavia comuniste (i quali definivano loro stessi "macedoni etnici"), di ritornare nel loro precedente territorio. La maggior parte di loro venne accusata in Grecia per i crimini commessi durante il periodo di occupazione nazista.
La Macedonia jugoslava fu la sola regione dove il leader comunista jugoslavo Josip Broz Tito non fece sviluppare un movimento partigiano a causa dell'occupazione bulgara di grande parte di quell'area. Per migliorare la situazione, nel 1943, il partito comunista della Macedonia venne istituito a Tetovo con l'eventualità che avrebbe sostenuto la resistenza contro l'asse. Nel frattempo, la repressione violenta dei bulgari portò alla perdita del sostegno morale della popolazione civile. Alla fine della guerra esisteva a malapena "una consapevole Macedonia nazionale, oltre a una generale convinzione, guadagnata dall'amara esperienza, che il governo di Sofia era così sgradevole come quello di Belgrado. Ma se non c'era nessuna nazione macedone, c'era un partito comunista macedone, attorno al quale venne costruita la Repubblica del popolo di Macedonia".
Dopo la guerra Tito veniva così a separare la Macedonia jugoslava dalla Serbia, facendola diventare nel 1946 una repubblica della nuova federazione jugoslava (come Repubblica Socialista di Macedonia), con la sua capitale a Skopje. Tito promosse anche il concetto di una nazione macedone separata, come un mezzo per disgiungere i legami della popolazione slava della Macedonia jugoslava dalla Bulgaria. Sebbene la lingua macedone sia molto vicina al bulgaro, le differenze vennero deliberatamente enfatizzate e le figure storiche della regione vennero promosse come unicamente macedoni (piuttosto che serbe o bulgare) . Venne istituita una Chiesa ortodossa macedone separata dalla Chiesa ortodossa serba, ma non riconosciuta però da altra Chiesa ortodossa, nemmeno dal patriarcato ecumenico di Costantinopoli. Il partito comunista cercò di scoraggiare il sentimento filo-bulgaro, punendolo severamente con condanne che ancora venivano applicate nel 1991.
Tito aveva un certo numero di ragioni per fare questo. Primariamente, da croato etnico qual egli era, cercava di ridurre la dominanza serba nella Jugoslavia, costituendo a questo proposito un territorio precedentemente considerato serbo come uno uguale alla Serbia dentro la Jugoslavia. Secondariamente, cercò di disgiungere i legami della popolazione slava macedone dalla Bulgaria, poiché il riconoscimento di quella popolazione come bulgara avrebbe minato l'unità della federazione jugoslava. Infine, Tito cercava di giustificare le rivendicazioni jugoslave future verso il resto della Macedonia (Pirin ed Egea), in nome della "liberazione" della regione. Gli stati "macedoni" potenziali sarebbero rimasti come una repubblica costituente dentro la Jugoslavia, la quale avrebbe così amministrato l'accesso al Mar Egeo.
I progetti di Tito riguardo alla Macedonia vennero rivendicati nell'agosto del 1944, quando in un proclama egli affermava che il suo obiettivo era di riunificare "tutte le parti della Macedonia, divisa nel 1912 e 1913 dagli imperialisti balcanici" . Per questo scopo, egli aprì negoziati con la Bulgaria per un nuovo stato federale, che avrebbe probabilmente incluso anche l'Albania, sostenendo i comunisti greci nella guerra civile greca. L'idea di riunificare tutta la Macedonia sotto il governo comunista venne abbandonata verso il 1949, dopo la sconfitta dei comunisti greci e la rottura di Tito con l'Unione Sovietica e la Bulgaria pro-sovietica.
Lungo il confine greco, gli slavofoni venivano visti come una "quinta colonna" potenzialmente infida per lo stato greco sia dagli USA che dalla Grecia, e la loro esistenza come minoranza venne ufficialmente negata. I greci vennero risistemati nella regione, molti dei quali emigrarono (specialmente in Australia) insieme a molti nativi di lingua greca, a causa delle dure condizioni economiche dopo la seconda guerra mondiale e la guerra civile greca. Sebbene ci fosse qualche liberalizzazione tra il 1959 e il 1967, il regime dittatoriale militare greco ri-impose rigorose restrizioni. La situazione gradualmente si risollevava dopo il ritorno della democrazia in Grecia, benché negli anni '90 la Grecia venne ad essere criticata dagli attivisti dei diritti umani internazionali per gli opprimenti attivisti politici slavi macedoni, i quali, tuttavia, erano liberi di mantenere il loro proprio partito politico denominato Arcobaleno. Altrove nella Macedonia greca, durante il dopoguerra, con il veloce sviluppo economico l'area divenne rapidamente la parte più prospera della regione. La costa si sviluppò fortemente grazie al turismo, particolarmente nella penisola calcidica.
Sotto Georgi Dimitrov i lealisti sovietici e il capo del Comintern, la Bulgaria accettò inizialmente l'esistenza di un'identità distinta macedone. Si venne ad un accordo sul fatto che la Macedonia Pirin sarebbe stata unita alla Macedonia jugoslava e per questa ragione la popolazione si dichiarava "macedone" nel censimento del 1946 . Ciò causò risentimento e molte persone vennero imprigionate o internate in aree rurali fuori dalla Macedonia. Dopo la separazione di Tito dal blocco sovietico questa posizione fu abbandonata e l'esistenza di una nazione o lingua macedone fu negata.
I tentativi degli storici macedoni dopo gli anni '40 di rivendicare come macedoni un certo numero di importanti figure concernenti il risveglio culturale bulgaro del XIX secolo e il movimento armato della resistenza, ha causato da allora in poi un aspro risentimento a Sofia. La Bulgaria ha ripetutamente accusato la Repubblica di Macedonia di appropriarsi di eroi nazionali e simboli bulgari e di redigere opere di letteratura e documenti storici per dimostrare artificiosamente l'esistenza di una coscienza macedone slava prima degli anni '40. La pubblicazione nella Repubblica di Macedonia di collezioni di canzoni popolari bulgare scritte dai fratelli Miladinov e di canzoni macedoni bulgare dell'archeologo serbo Verkovic sotto i titoli "politicamente corretti" di "collezione e canzoni macedoni popolari" sono alcuni degli esempi citati dai bulgari. Il problema è venuto così ad esacerbare per decenni le relazioni della Bulgaria con la precedente Jugoslavia e successivamente con la Repubblica di Macedonia.

## Fondazione della Repubblica di Macedonia come stato indipendente
Kiro Gligorov, il presidente della Macedonia jugoslava, cercò di tenere la sua repubblica fuori dalla mischia delle guerre jugoslave agli inizi degli anni '90. L'esistenza della Macedonia jugoslava dipendeva dal sostegno attivo dello stato jugoslavo e del partito comunista. Appena entrambi iniziarono a collassare, le autorità macedoni permisero e incoraggiarono una più forte affermazione dell'identità nazionale slava macedone rispetto a prima. Questo comprendeva la tolleranza delle richieste dei nazionalisti slavi macedoni per la riunificazione della Macedonia. Gli albanesi della Repubblica di Macedonia rimasero scontenti riguardo all'erosione dei loro diritti nazionali di fronte a un più deciso nazionalismo slavo macedone. Alcuni nazionalisti serbi chiedevano l'incorporazione della repubblica nella Serbia, sebbene in pratica ciò non fosse mai stato una probabile prospettiva, data la preoccupazione serba riguardo alle guerre in Bosnia e Croazia e il numero relativamente limitato di serbi nella Repubblica di Macedonia rispetto a Croazia, Bosnia ed Erzegovina.
Quando, nel tardo XX secolo, il comunismo cadde ovunque nell'Europa orientale, la Macedonia seguì il destino di altri stati della federazione, dichiarando la sua indipendenza dalla Jugoslavia nel tardo 1991. In quest'anno, la (allora socialista) Repubblica di Macedonia indisse un referendum sull'indipendenza che produsse una schiacciante maggioranza a favore di quest'ultima. Il referendum venne boicottato dagli albanesi etnici, nonostante creassero partiti politici etnici contribuendo attivamente al governo macedone, al parlamento, ecc. La repubblica si separò pacificamente dalla federazione jugoslava, dichiarando la sua indipendenza come Repubblica Socialista di Macedonia. La Bulgaria fu di conseguenza la prima nazione a riconoscere ufficialmente l'indipendenza della Repubblica di Macedonia - nel febbraio del 1992, seguita poi anche da altre nazioni. La nuova costituzione macedone ebbe effetto il 20 novembre 1991 richiedendo un sistema di governo basato su una democrazia parlamentare. Kiro Gligorov divenne il primo presidente del nuovo stato indipendente, al quale succedette Boris Trajkovski. All'inizio del gennaio del 2001 un conflitto armato ebbe luogo tra il gruppo militante dell'esercito di liberazione nazionale albanese etnico (UÇK) e le forze di sicurezza della Repubblica di Macedonia. Il conflitto terminò parzialmente con la sottoscrizione dell'Accordo di Ohrid da parte del governo della Repubblica di Macedonia e i rappresentanti albanesi, il 13 agosto del 2001, fornendo maggiori diritti riguardo alla popolazione albanese macedone. Nel gennaio del 2002, il conflitto macedone terminò quando venne annunciata l'amnistia per gli albanesi irregolari e i ribelli. L'inquietudine continuò di tanto in tanto per tutto il 2002.

## Controversia tra Repubblica di Macedonia e Grecia
Esiste una controversia: se nessuna parte della regione storica della Macedonia sia incorporata nell'attuale Repubblica di Macedonia, o se in minima parte vi sia qualcosa dell'antico regno macedone. C'è anche una controversia riguardo ai popoli slavi concentrati in meno della metà della regione. Essi per prima arrivarono nel tardo VI e inizio VII secolo d.C., quando le popolazioni di lingua slava rovesciarono la composizione etnica greca della Macedonia. Come risultato, l'appropriazione da parte della "Repubblica di Macedonia" di ciò che la Grecia ebbe come suoi "simboli greci", sollevò preoccupazioni in Grecia alimentando il risentimento nazionalista. La rabbia venne rinforzata dal lascito della guerra civile e dalla considerazione in alcuni quartieri che i membri della minoranza di lingua slava fossero pro-jugoslavi e presentati come un pericolo ai suoi confini. Lo status della Repubblica di Macedonia divenne una questione politica scottante in Grecia dove ebbero luogo dimostrazioni ad Atene, mentre un milione di greci macedoni sfilarono per le strade di Salonicco nel 1992, sotto lo slogan: "La Macedonia è greca", riferendosi al nome e all'antica storia della regione, senza sollevare una rivendicazione territoriale contro i loro vicini settentrionali. Inizialmente il governo greco obiettò formalmente qualsiasi uso del nome Macedonia (inclusi i nomi derivati) e anche all'uso di simboli come il Sole di Vergina. D'altra parte nel 1992 ebbero luogo anche dimostrazioni fatte da più di 100 000 macedoni slavi etnici a Skopie, la capitale della Repubblica di Macedonia, riguardo all'incapacità di ricevere riconoscimento a sostegno del nome costituzionale della nazione.
La controversia non fu proprio nazionalista, ma si sviluppò nella politica interna della Grecia. I due partiti politici greci dominanti, la Nuova Democrazia governante conservatrice sotto Costantino Mitsotakis e il PASOK sotto Andreas Papandreou, cercarono di rilanciare l'un l'altro l'eccitazione del sentimento nazionalista e la minaccia a lungo termine (piuttosto che immediata) sollevata dalle politiche irredentiste di Skopje. Per complicare ulteriormente la faccenda, la Nuova Democrazia stessa venne divisa; l'allora primo ministro, Mitsotakis, favorì una soluzione di compromesso riguardo alla questione macedone, mentre il suo ministro degli esteri Adonis Samaras mantenne un approccio senza scendere a compromessi. I due alla fine litigarono e Samaras venne congedato, mentre Mitsotakis conservava per sé il ministero degli esteri. Egli fallì nel raggiungere un accordo sulla questione macedone nonostante la mediazione delle Nazioni Unite, perdendo il potere nell'ottobre del 1993.
Quando Andreas Papandreou salì al potere in seguito alle elezioni dell'ottobre del 1993, stabilì una posizione di "linea dura" sulla questione. Le Nazioni Unite raccomandavano un riconoscimento della "Repubblica di Macedonia" sotto il temporaneo nome della "ex Repubblica Iugoslava di Macedonia" (FYROM), che sarebbe stato utilizzato internazionalmente, mentre la nazione avrebbe continuato ad usare "Repubblica di Macedonia" come suo proprio nome costituzionale. Gli Stati Uniti e l'Unione Europea (perciò, compresa la Grecia) convenivano a questo proposito e riconobbero debitamente la Repubblica di Macedonia. Ciò venne seguito da nuove, sebbene più piccole dimostrazioni nelle città greche contro ciò che veniva definito un "tradimento" dagli alleati della Grecia. Papandreou sostenne e incoraggiò le dimostrazioni, aumentando la sua propria popolarità mantenendo una "linea dura" contro la Repubblica di Macedonia. Nel febbraio del 1994, egli impose un totale embargo commerciale sulla nazione, ad eccezione di cibo, medicine e aiuto umanitario. L'effetto sull'economia della Repubblica di Macedonia fu limitato, vale a dire perché il reale danno alla sua economia era già stato causato dal collasso della Jugoslavia e la perdita dei mercati europei centrali a causa della guerra. Inoltre, molti greci ruppero l'embargo entrando attraverso la Bulgaria. Il blocco, comunque, ebbe un pessimo impatto sull'economia della Repubblica di Macedonia poiché la nazione veniva ad essere tagliata fuori dal porto di Salonicco senza poter ottenere sbocchi sul mare a causa delle sanzioni delle NU sulla Jugoslavia a nord, e l'embargo greco a sud. Successivamente, la sottoscrizione dell'accordo interim tra Grecia e Repubblica di Macedonia segnò l'aumento della cooperazione tra i due stati confinanti. Il blocco ebbe un costo politico per la Grecia, poiché ci fu poca comprensione o simpatia per la posizione della nazione, ed esasperazione su ciò che venne visto come ostruzionismo greco da qualcuno dei partner della sua Unione Europea. Atene venne criticata in alcuni punti per il fatto di contribuire alla rinascente tensione nei Balcani, sebbene le guerre nella precedente Jugoslavia fossero in massima parte considerate come scatenate dal prematuro riconoscimento delle sue repubbliche succeditrici, un'istanza che la Grecia aveva obiettato fin dall'inizio . Più tardi si chiarirà che la Grecia aveva soltanto acconsentito alla dissoluzione della Jugoslavia in cambio della solidarietà dell'UE riguardo alla questione macedone . Nel 1994, la Commissione europea portò la Grecia alla Corte Europea di Giustizia nello sforzo di togliere l'embargo, ma mentre la corte decretava provvisoriamente a favore della Grecia, l'embargo venne abolito da Atene l'anno seguente, prima dell'emissione del verdetto finale. Ciò significava per la "Repubblica di Macedonia" e la Grecia entrare in un "accordo interim" dove la Repubblica di Macedonia accettava di rimuovere dalla sua costituzione ogni implicita rivendicazione territoriale verso la più grande regione della Macedonia e togliere il Sole di Vergina dalla sua bandiera. In cambio, la Grecia abolì l'embargo.
La maggior parte delle nazioni ha riconosciuto la Repubblica di Macedonia sotto il suo nome costituzionale, particolarmente gli Stati Uniti, la Repubblica popolare cinese e Russia, e anche le sue vicine Bulgaria, Serbia, Croazia, Slovenia, Turchia ecc, sebbene la nazione venga riferita dalle NU soltanto sotto il riferimento provvisorio di "ex Repubblica Iugoslava di Macedonia".
Le discussioni continuano sull'obiezione greca riguardante il nome della nazione ma, per quanto si sappia, senza dare adito a nessuna risoluzione. Il governo greco ha posto in relazione l'andamento riguardo a questa questione per l'accesso della Repubblica di Macedonia dentro l'Unione europea e la NATO
La Repubblica di Macedonia, Croazia e Albania erano qualificate per unirsi alla NATO e un invito per queste tre nazioni venne pianificato per essere pubblicato al summit della NATO, a Bucarest (Romania), nell'aprile del 2008.. Prima dell'inizio del summit, il presidente statunitense Bush disse che la NATO avrebbe preso una decisione storica riguardo all'ammissione di tre nazioni balcaniche: Croazia, Albania e Macedonia, sostenute fortemente dagli Stati Uniti, invitando queste nazioni ad unirsi alla NATO. Tuttavia, durante il summit i leader della NATO decisero di non estendere l'invito alla Macedonia a causa del veto alla mozione imposto dalla Grecia, in seguito alla disputa riguardo alla questione del nome. Il rappresentante e negoziatore macedone con la Grecia riguardo alla questione del nome si doleva che la Repubblica di Macedonia venisse punita, non perché fosse venuta meno nell'adempiere i criteri di accesso della NATO, ma perché stava cercando di difendere l'identità nazionale. I leader della NATO si accordarono per estendere l'invito di adesione alla Macedonia non appena la questione del nome con la Grecia fosse stata risolta, ma fino ad ora nessun progresso è stato fatto tale da risolvere la questione del nome nell'ambito dei negoziati tra la Repubblica di Macedonia e la Grecia.
Nel novembre del 2008, la Repubblica di Macedonia presentò un'azione legale contro la Grecia, prima della Corte internazionale di giustizia dell'Aia, accusando Atene di avere violato l'accordo interim bloccando la sua adesione alla NATO. Nel 1995, le due nazioni firmarono un accordo per cui alla Macedonia veniva concesso di usare il riferimento provvisorio nelle organizzazioni internazionali, mentre la Grecia si impegnava a non bloccare l'integrazione della Macedonia nell'Unione Europea e NATO.
Nel marzo del 2009 il parlamento europeo espresse sostegno per la candidatura all'UE della Repubblica di Macedonia chiedendo all'UE di accordare alla nazione una data per l'inizio di accesso verso la fine del 2009, rammaricandosi del fatto che la nazione fosse stata in aspettativa da tre anni prima che gli fosse stato conferito uno status di candidata, producendo un effetto demoralizzante sulla Macedonia con il rischio di destabilizzare l'intera regione. 
La controversia si è risolta tra il 2018 e il 2019, con la firma dell'Accordo di Prespa e il successivo cambio del nome della Repubblica di Macedonia in Macedonia del Nord.

## Controversia fra Repubblica di Macedonia e Bulgaria
Il numero di macedoni etnici in Bulgaria è controverso, come risulta da molti censimenti bulgari, rivelatori di numerose contraddizioni riguardo alla quantità di macedoni etnici viventi in quella nazione. Le autorità bulgare non pubblicarono i risultati del censimento del 1946 riguardanti il numero di macedoni etnici in Bulgaria, mentre le fonti jugoslave confermano che circa 252 000 persone si dichiaravano macedoni in quel censimento. L'ambasciata bulgara a Londra nel 1991 stabiliva che, sempre nello stesso censimento, circa 169 000 abitanti venissero registrati come macedoni. Il censimento del 1956 registrò 187 789 macedoni etnici in Bulgaria. Durante questo periodo la lingua macedone venne ad essere la lingua ufficiale della Macedonia Pirin. Nel 1992 il numero di macedoni etnici era di 10 803 e nel 2001 soltanto 5 071 cittadini venivano dichiarati macedoni etnici. Il governo bulgaro e l'opinione pubblica per tutto il periodo continuavano la loro politica di non-riconoscimento dei macedoni come un gruppo etnico distinto. L'attuale punto di vista bulgaro sulla questione è che la politica bulgara, dopo la seconda guerra mondiale, riguardante i macedoni nella Bulgaria fosse condotta a dispetto della riluttanza della popolazione locale a cooperare, sotto condizioni di pressione e rappresaglie da parte delle autorità comuniste bulgare contro i bulgari della Macedonia Pirin. Dopo il 1958 quando la pressione da Mosca diminuì, Sofia ritornò a considerare il fatto che una lingua macedone separata non esista e che i macedoni del distretto di Blagoevgrad (Macedonia Pirin) fossero effettivamente bulgari.
Ci sono molte organizzazioni macedoni nella Bulgaria: "Organizzazione Macedone Tradizionale Ilinden", più tardi ridefinita come l'indipendente "IMRO - Ilinden", registrata nel 1992 alla Corte Cittadina di Sofia. Successivamente, nel 1998, l'organizzazione venne registrata come una NGO pubblica. L'"Organizzazione Macedone Unita (UMO) - Ilinden" è un'altra organizzazione. Nel 1990, la Corte del Distretto di Blagoevgrad rifiutò di registrare questa organizzazione come parte dello statuto dell'organizzazione, poiché alcune parti non si conformavano alla costituzione bulgara. Nell'ottobre del 1994 questa associazione si divise in tre differenti fazioni. Successivamente due ali vennero unificate sotto l'organizzazione dell'"UMO Ilinden - PIRIN". Nel 1998 la Commissione Europea per i diritti umani dava ammissibilità a due delle cinque denunce dei macedoni della Macedonia Pirin. Successivamente il Comitato Elettorale Bulgaro confermavano nel 2001 la registrazione di un'ala della UMO Ilinden, la quale aveva abbandonato le richieste separatiste dal suo statuto; l'organizzazione madre divenne così in massima parte inattiva. Nel 2007, La Corte della Città di Sofia rifiutò la registrazione dell'organizzazione Pirin della UMO Ilinden, nonostante un'ordinanza dell'ottobre del 2005 della Corte Europea dei diritti umani sul fatto che un precedente bando del partito avesse violato i diritti alla libertà di associazione e assemblea. Nel novembre il Relatore del Parlamento Europeo sulla Bulgaria e il Commissario per l'allargamento della Commissione Europea spronava il governo a registrare l'organizzazione.
C'erano ripetuti reclami di vessazioni ufficiali degli attivisti macedoni etnici negli anni '90. I tentativi dell'organizzazione macedone etnica della UMO Ilinden per commemorare la morte del rivoluzionario Yane Sandanski per tutti gli anni '90 venne di solito ostacolata dalla polizia bulgara. Vennero riferiti anche molti incidenti di persecuzione della UMO Ilden provocati dall'organizzazione macedone degli attivisti della IMRO.
C'è un giornale pubblicato dalle organizzazioni macedoni in Bulgaria: Narodna Volja (La volontà del Popolo) stampato in 2 500 copie.
Sono stati riportati anche alcuni casi di vessazione attuati dalle organizzazioni e attivisti bulgari nella Repubblica di Macedonia. Nel 2000 molti giovani gettavano bombe fumogene alla conferenza dell'organizzazione bulgara Radko a Skopje, causando panico e confusione tra i delegati. La Corte Costituzionale Macedone annullava lo status e il programma dell'organizzazione (facendone cessare quindi la sua esistenza), poiché quei documenti mettevano in dubbio la fondazione costituzionale della Macedonia, creando intolleranza, odii nazionali e religiosi. Fin da allora, apparentemente ci sono state pochissime, o non riferite, attività pubbliche dell'organizzazione.

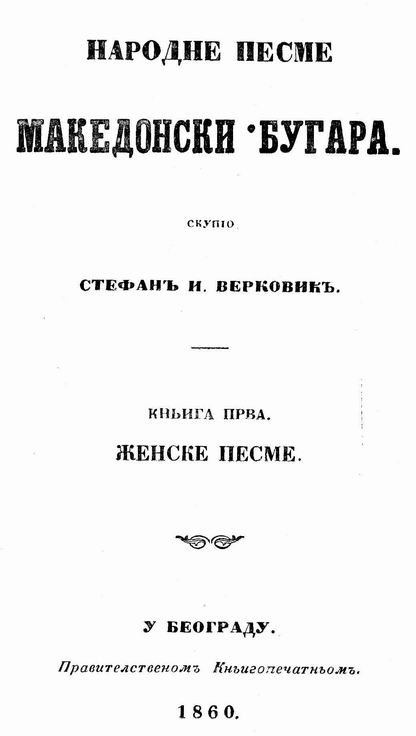
Copertina di Canzoni dei bulgari macedoni, di Stefan Verkovic, prima edizione (1860)

Nel 2001 Radko pubblicò a Skopje la versione originale della collezione di Canzoni popolari bulgare, dei fratelli Miladinov (vista come una collezione di testi di canzoni macedoni slave). Il libro scatenò un'ondata di altre pubblicazioni, tra cui le memorie del vescovo greco di Kastoria, dove egli parlò della lotta della chiesa bulgara all'inizio del XX secolo, come pure del  Rapporto della Commissione Carnegie sulle cause e condotta delle guerre dei Balcani dal 1913. Nessuna di queste si rivolgeva alla popolazione macedone etnica di Macedonia come macedoni ma come bulgari. Essendo le prime pubblicazioni vertenti sulla posizione macedone ufficiale riguardanti l'esistenza di una distinta identità macedone risalente al tempo di Alessandro Magno (Macedonismo), i libri scatenarono una reazione di violenta emozione e scetticismo nell'opinione pubblica macedone. Lo scandalo dopo la pubblicazione delle canzoni popolari bulgare portarono al licenziamento del ministro macedone della cultura, Dimitar Dimitrov.
Nel 2000 la Bulgaria iniziò a conferire la cittadinanza bulgara ai membri delle minoranze bulgare ad un certo numero di nazioni, inclusa la Repubblica di Macedonia. La vasta maggioranza delle richieste furono avanzate da cittadini macedoni. Nel maggio del 2004, circa 14 000 macedoni hanno usufruito di una cittadinanza bulgara e 4 000 di loro avevano già ricevuto i loro passaporti bulgari. Secondo le fonti ufficiali bulgare, nel periodo compreso tra il 2000 e 2006 circa 30 000 cittadini macedoni inoltrarono la domanda per la cittadinzanza bulgara, attratti dai recenti sviluppi positivi e dall'opportunità di ottenere i passaporti dell'Unione Europea con l'entrata della Bulgaria nell'UE agli inizi del 2007. Nel 2006 Il precedente premier macedone e capo dell'IMRO-DPMNE Ljubčo Georgievski divenne un cittadino bulgaro.
Le regole, amministrando bene le relazioni cordiali convenute tra Bulgaria e Repubblica di Macedonia, furono stabilite nella Dichiarazione comune del 22 febbraio 1999 riaffermate tramite un memorandum bilaterale firmato il 22 gennaio del 2008 a Sofia. Ci sono contatti regolari tra ufficiali macedoni e bulgari, confermando le relativamente buone relazioni tra le due nazioni vicine.